# Basilica patriarcale di San Domenico
La basilica patriarcale di San Domenico (Baṡéllica d San Mêneg in bolognese) si trova a Bologna ed è il santuario che custodisce le spoglie mortali dell'omonimo santo, fondatore dell'Ordine dei frati predicatori, morto nel 1221 in una cella dell'annesso convento, da lui stesso istituito, e dove si tennero i primi Capitoli Generali che diedero forma all'ordine.
Il sepolcro marmoreo, noto come Arca di san Domenico, meta di pellegrinaggi, è opera di Nicola Pisano e allievi, con contributi di Niccolò dell'Arca, Michelangelo Buonarroti, Alfonso Lombardi e Jean-Baptiste Boudard.

## Storia

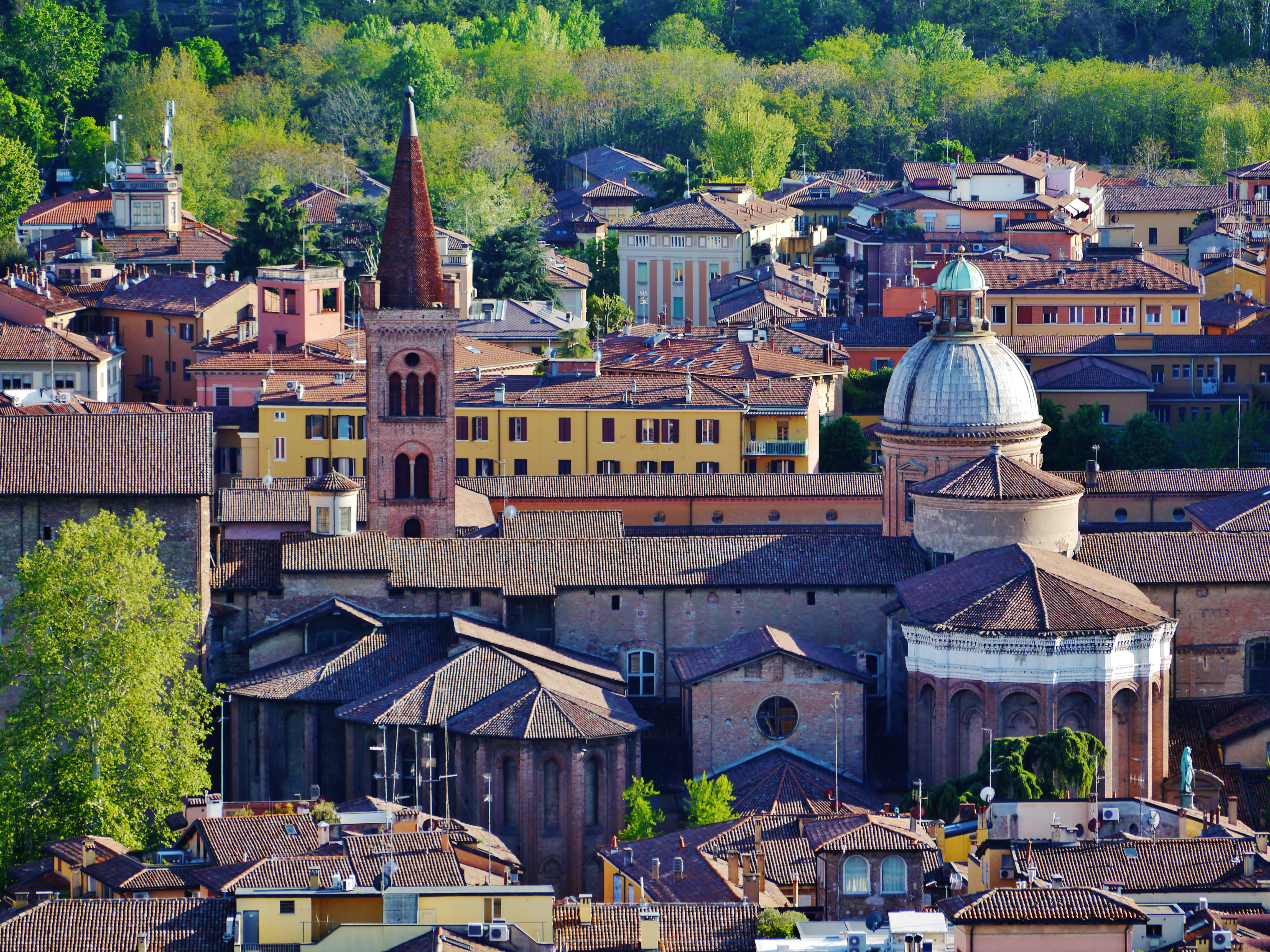
La basilica vista dalla Torre degli Asinelli.

Il 22 dicembre 1216 papa Onorio III approvò la regola dell'ordine fondato da Domenico di Guzmán, che così l'anno successivo crebbe fino a riuscire ad inviare frati nei principali centri europei, primi fra i quali Bologna e Parigi, città popolose e sedi di università. Domenico giunse a Bologna nel gennaio del 1218, stabilendosi insieme ai suoi compagni nel convento di una chiesa che allora era fuori mura, dedicata a Santa Maria della Purificazione, nota col nome della Mascarella (ora all'angolo tra via Irnerio e via Mascarella e ricostruita dopo i bombardamenti della seconda guerra mondiale).
Avendo necessità di spazi più ampi, nel 1219 Domenico si stabilì definitivamente nel convento di San Nicolò delle Vigne (lo stesso luogo ove ora sorge la basilica domenicana). Qui (tra il 1220 ed il 1221) Domenico presiedette personalmente ai primi due capitoli generali destinati a precisare gli elementi fondamentali dell'ordine. Sempre qui, il 6 agosto 1221, Domenico morì e fu sepolto dietro l'altare di San Nicolò.

### L'ingrandimento duecentesco
A partire dal 1228 la chiesa fu ingrandita con demolizione dell'abside ed ampliamento della navata preesistenti. I lavori di costruzione della nuova basilica furono pressoché terminati nel 1240 con la costruzione di una sobria fronte romanica. La Basilica di San Domenico, da allora, diventò il prototipo di numerose chiese domenicane nel mondo. La basilica fu consacrata da papa Innocenzo IV il 17 ottobre 1251, esibendo con l'occasione il celebre crocifisso di Giunta Pisano (1250 circa) conservato ancora in basilica. Più precoce fu l'ampliamento del convento, che tra il 1219 ed il 1243 fu trasformato in un grande complesso conventuale.
Nel 1233, mentre i lavori di costruzione della basilica e del convento erano in corso, i resti di Domenico furono collocati in una cassa di cipresso, a sua volta racchiuso in un semplice sarcofago marmoreo, e collocati dietro l'altare di una cappella laterale della navata destra (dove ora sorge la seicentesca Cappella di San Domenico). L'anno successivo, precisamente Il 13 luglio 1234, Domenico fu canonizzato da papa Gregorio IX. Allo scopo di rendere visibile il sepolcro ai fedeli, accorrenti sempre più numerosi dopo la canonizzazione del santo, nel 1267 i suoi resti furono posti in un monumento più insigne decorato ad opera di Nicola Pisano e dei suoi allievi.
La chiesa duecentesca originale era composta di due parti:
- la parte posteriore (verso la facciata) chiamata chiesa primitiva o esterna destinata ai fedeli
- la parte anteriore (verso l'abside), detta chiesa interna riservata ai frati

Le due parti erano separate da un tramezzo, in cui era ospitato il crocifisso di Giunta Pisano e in cui nel corso del Quattrocento fu posto il coro ligneo di Damiano da Bergamo (ora nel coro).

### I rimaneggiamenti gotici e rinascimentali
Nel tempo, sulla base del nucleo originario, furono fatti numerosi rimaneggiamenti e adattamenti. Nel Trecento si aggiunsero alcune cappelle e la torre campanaria (del 1313, in stile gotico). Nel XV secolo furono edificatate sul fianco settentrionale le cappelle Pepoli, Odofredo e Guidotti (dalla seconda metà del XVI secolo detta "del Rosario")..  In seguito furono aggiunte anche le rinascimentali cappelle Volta e Solimei (ora escluse dalla chiesa e suddivise in diversi locali).
Fra il 1530 ed il 1534 venne costruita, a sinistra della facciata, la rinascimentale cappella Ghisilardi. La cappella fu finanziata dal nobile bolognese Ludovico Ghisilardi in cambio dell'annullamento, ottenuto da Papa Clemente VII, di una clausola testamentaria del padre che lo escludeva dall'eredità del palazzo di famiglia in mancanza di figli legittimi. Progettata dal senese Baldassarre Peruzzi durante il suo soggiorno bolognese tra il 1522 ed il 1523, la cappella fu realizzata sotto la direzione del bolognese Jacopo Ranuzzi, il quale non sempre seguì il progetto originario. Nel 1531 Ludovico Ghisilardi commissionò ad Alfonso Lombardi l'esecuzione dell'apparato decorativo della cappella, mentre l'altare fu aggiunto da Pietro Fiorini alla fine del XVI secolo.
Nel 1551 quattro piccole cappelle gotiche della navata sinistra furono sostituite da una seconda cappella Pepoli, a pianta cruciforme, su progetto di Antonio Morandi detto il Terribilia. Fra il 1597 e il 1605 la cappella trecentesca di San Domenico fu ricostruita su disegno di Floriano Ambrosini.

### Il nuovo assetto barocco e i restauri novecenteschi

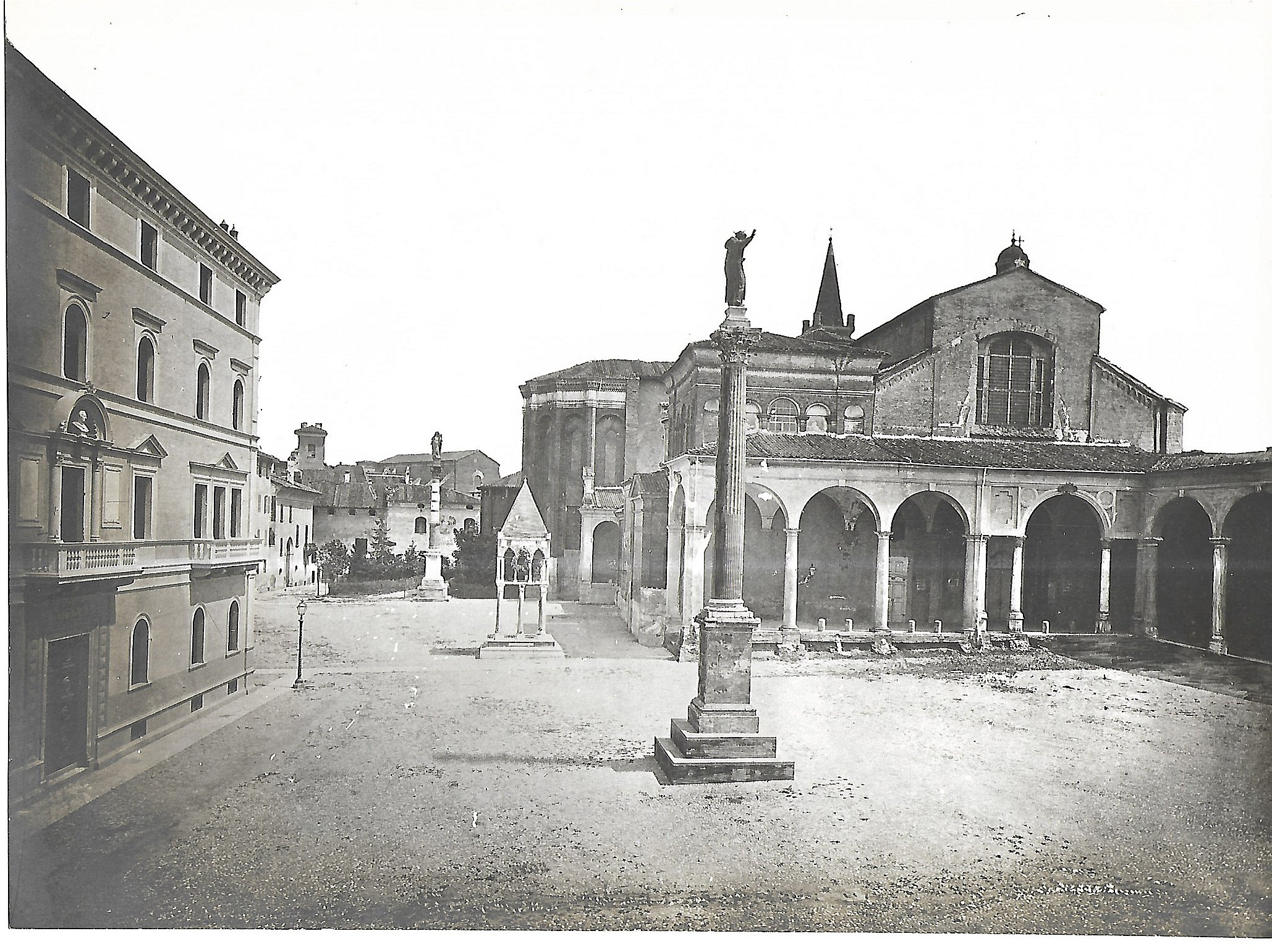
La basilica nel 1870 circa. Si notano il porticato, il finestrone rettangolare e la sopraelevazione della navata centrale, eseguita nel XVIII secolo

Nel Seicento, in seguito alle prescrizioni del Concilio di Trento, fu eliminato il tramezzo che divideva le due parti della chiesa, e il coro ligneo fu spostato dietro all'altare maggiore.
Negli anni 1728-1732 modifiche e restauri di rilievo vennero eseguiti da Carlo Francesco Dotti col patrocinio di Papa Benedetto XIII, in modo da ampliare gli interni (fondendo i due nuclei medievali, con gusto barocco). Dotti fece inoltre costruire un portico addossato alla facciata, congiungendolo al braccio pre-esistente lungo il convento. Entrambi i bracci del portico furono abbattuti per volere del Comune di Bologna nel 1874. Le demolizioni rimossero anche il protiro quattrocentesco, che era rimasto incorporato nel portico del Dotti.
Nel maggio del 1884 papa Leone XIII elevò la chiesa alla dignità di basilica minore.
Fra il 1909 e il 1910 Alfonso Rubbiani diresse il restauro della facciata, basandosi sul progetto del 1894 di Raffaele Faccioli, portando la facciata allo stato attuale, ricostruendo il grande rosone ad imitazione del probabile aspetto originario.

## Descrizione

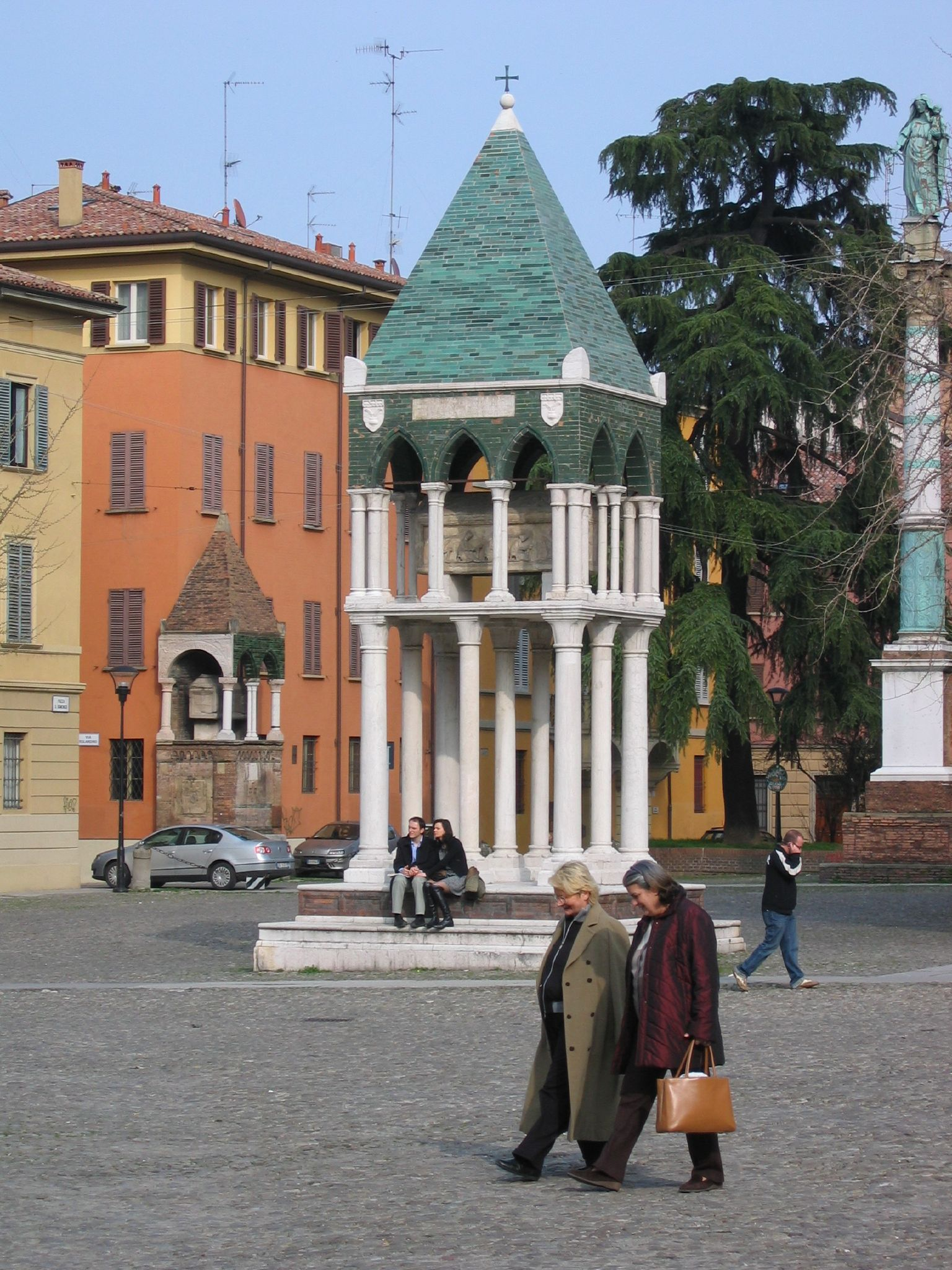
In primo piano la tomba del glossatore Rolandino de' Passeggeri; dietro, quella di Egidio Foscherari

### Esterno

#### Piazza San Domenico
L'antistante piazza San Domenico è pavimentata in ciottoli di fiume, similmente alla non lontana piazza Santo Stefano, com'era in uso nel Medioevo. Essa era usata per contenere le grandi folle che si radunavano ad ascoltare le prediche dei frati domenicani, ed era in origine separata dalla strada da un muro.
Nella parte posteriore della piazza è presente una colonna in pietre e rame, opera di Giulio Cesare Conventi (Madonna del Rosario, 1632), che commemora la fine della epidemia di peste che in quegli anni afflisse la città, mentre nella parte anteriore si eleva la colonna con la statua di San Domenico.
Molto caratteristiche sono le tombe del glossatore Rolandino de' Passaggeri (1305) e quella di Egidio Foscherari (1289). Una terza tomba, quella della famiglia Muzzarelli, simile alle altre due, sorgeva a fianco della tomba di Rolandino. Simili tombe si trovano in un'altra piazza bolognese, adiacente alla Basilica di San Francesco.

#### Facciata

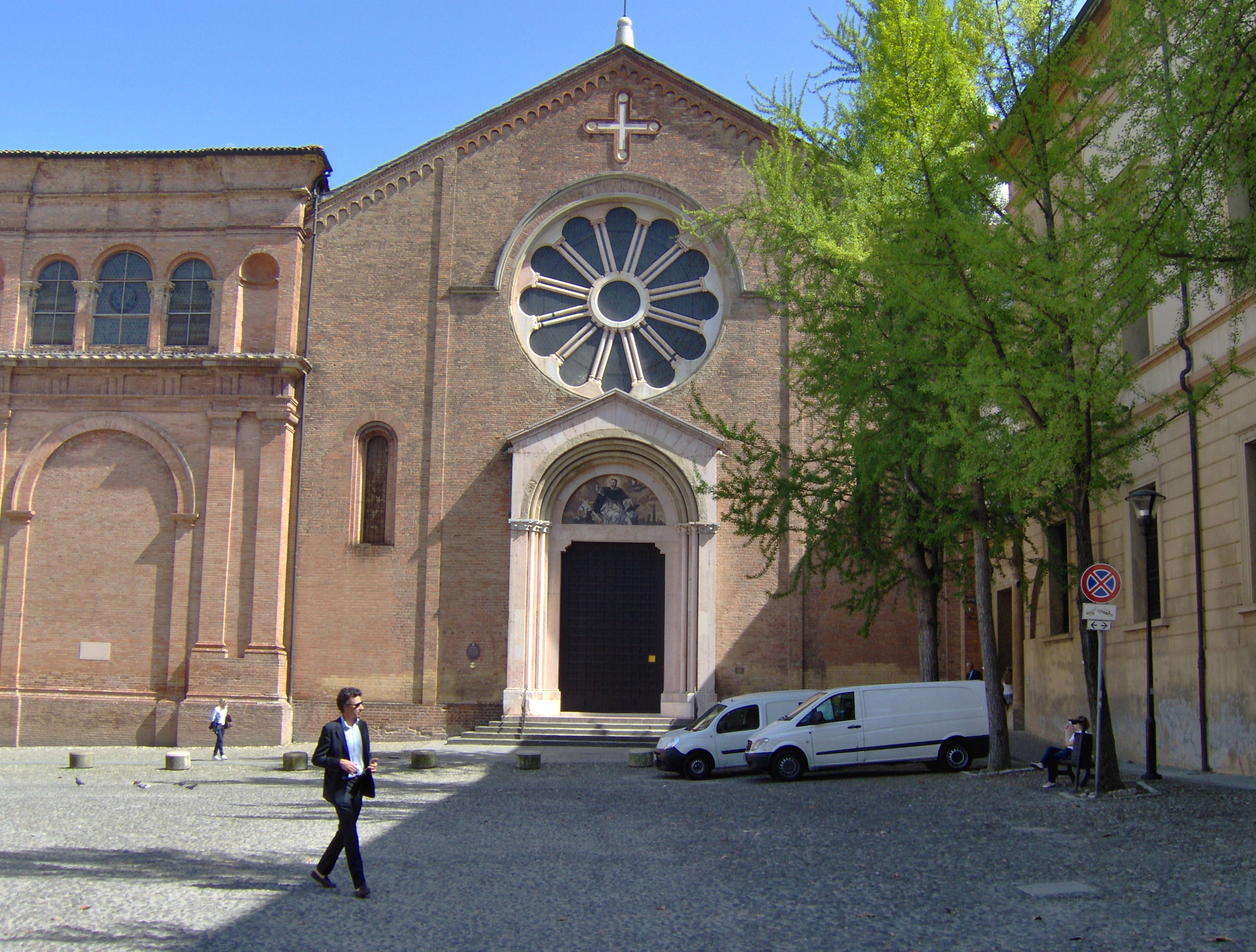
La facciata

Terminata nel 1240 come ultimo elemento della chiesa originaria duecentesca, la facciata subì diverse alterazioni nel corso dei secoli. L'attuale aspetto si deve ad un progetto dall'architetto Raffaele Faccioli,  realizzato da Alfonso Rubbiani fra il 1909 e il 1910 per restituire l'originario aspetto romanico, ripristinando la forma a capanna e il rosone. 
La facciata è monofastigiata (o a capanna), interamente costruita in laterizi come voleva lo stile povero degli ordini mendicanti, e ornata sotto la linea di gronda da archetti pensili di coronamento. Al centro si apre un grande rosone traforato in marmo bianco diviso in dodici coppie radiali di colonnine, sopra al quale si trova una croce greca. Sulla facciata si apre un unico portale leggermente strombato e dotato di un protiro appena sporgente. Ai due lati del portale si aprono due monofore. 
Il mosaico che si trova nella lunetta del portale, raffigurante San Domenico che benedice la città di Bologna, è una riproduzione in mosaico di un quadro settecentesco di Lucia Casalini Torelli che si trova all'ingresso del convento.
Dalla sinistra della facciata sporge la rinascimantale Cappella Ghisilardi, aggiunta nel XVI secolo su disegno di Baldassarre Peruzzi, mentre a destra si innestano in senso longitudinale le strutture del convento, che protrudono ben oltre il piano della facciata.

### Interno

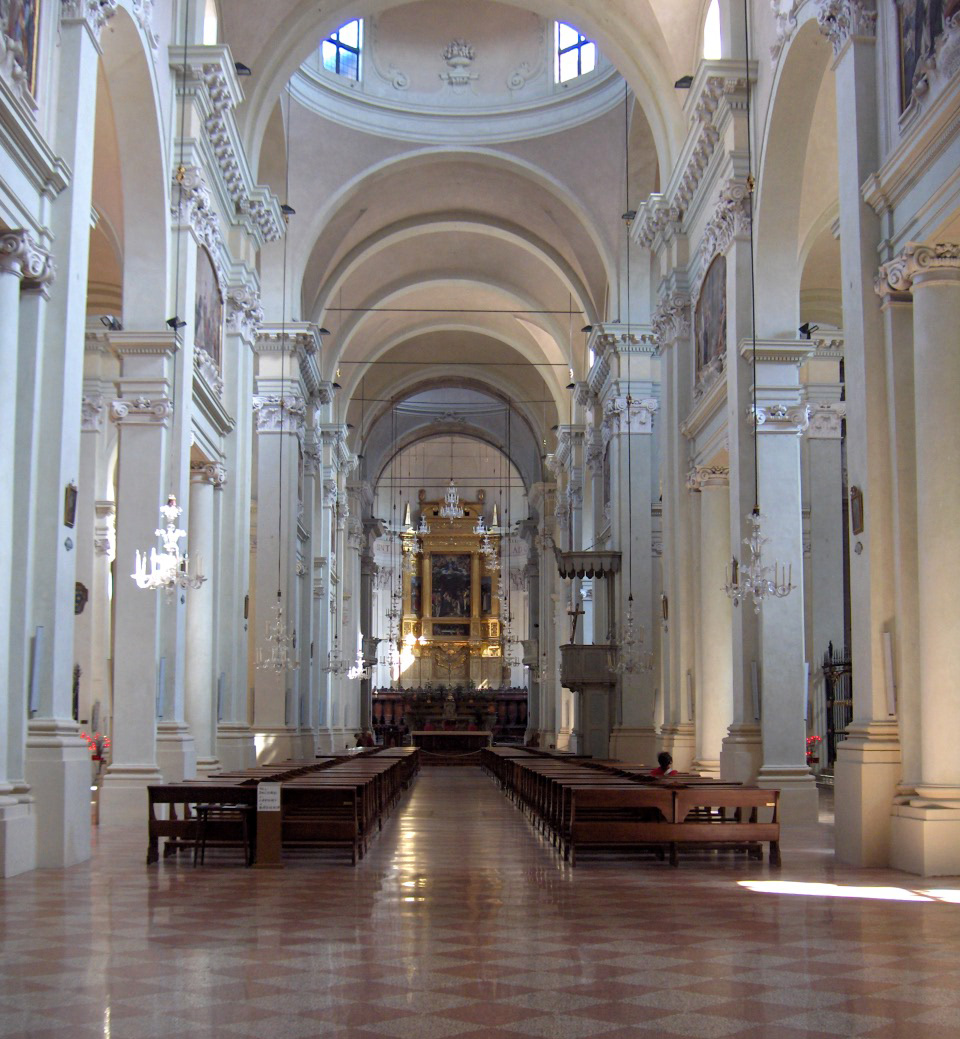
Interno

La chiesa, è a tre navate (una centrale e due laterali), numerose cappelle laterali, un transetto e un coro.

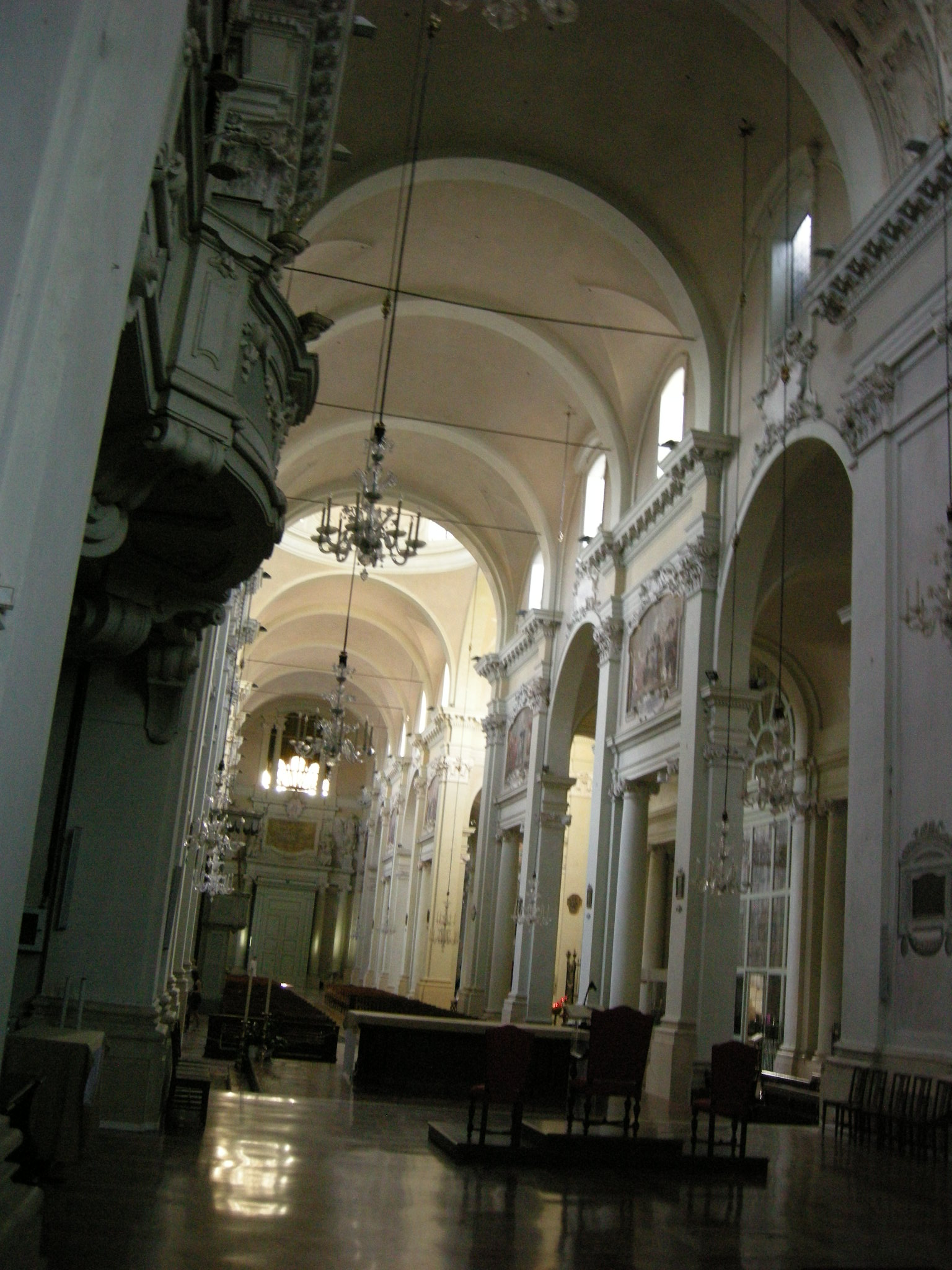
Interno verso la controfacciata
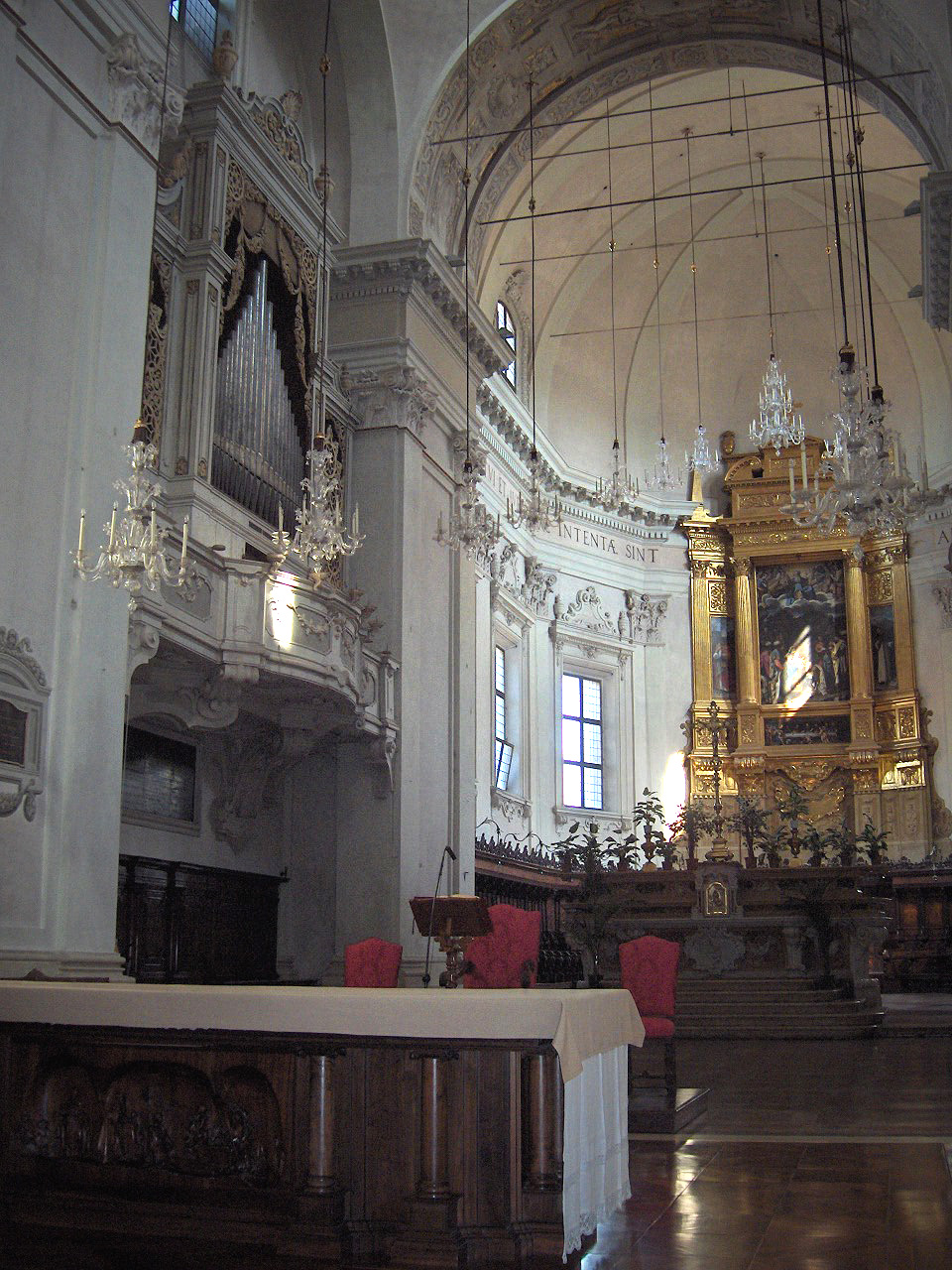
Presbiterio ed abside
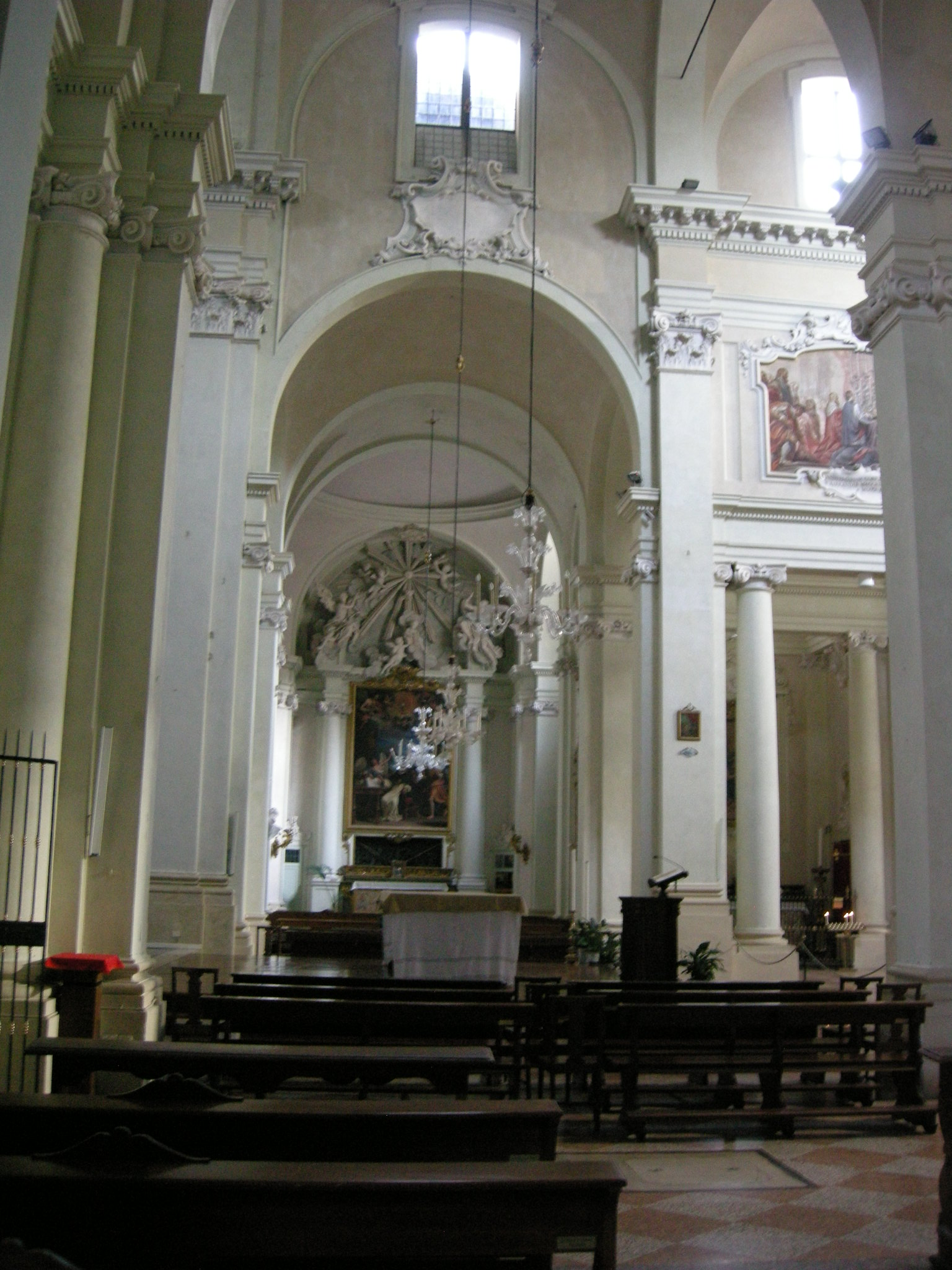
Il transetto

#### Cappella di san Domenico

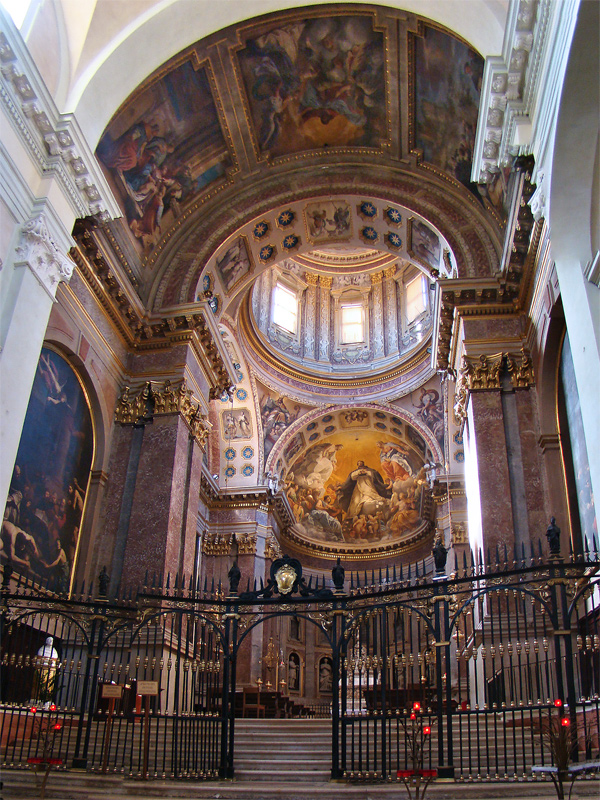
La cappella di San Domenico

Si apre sulla destra del corpo longitudinale della basilica (pressoché a metà altezza di questo) e contiene la preziosa Arca di san Domenico in cui sono conservati i resti del santo. Fu costruita in stile barocco nel primo terzo del XVII secolo dall'architetto Floriano Ambrosini, che sostituì la più antica cappella gotica duecentesca che ospitava i resti del santo sin dal 1233. È larga 13,60m lunga 23,80m e alta 38m ed è sopraelevata di 1.5 m rispetto al pavimento della basilica. È a pianta quadrata e contiene un'abside semicircolare e un tamburo con cupola. Al centro è posta l'arca di san Domenico.
Le quattro tele addossate alle pareti laterali raffigurano miracoli operati da San Domenico. Le prime due tele dopo l'entrata sono di Lionello Spada (a sinistra) e di Alessandro Tiarini (a destra) e raffigurano, rispettivamente, il miracolo del libro che resiste al fuoco, avvenuto nel Sud della Francia, e il miracolo del fanciullo risuscitato, avvenuto a Roma. Le due tele successive, più grandi, sono di Giovanni Andrea Donducci (detto il Mastelletta) e raffigurano il miracolo della resurrezione di Napoleone Orsini, avvenuto a Roma e il miracolo della resurrezione dei pellegrini annegati, avvenuto nel Sud della Francia. Tutte e quattro le tele sono del 1613-1615.
L'affresco del catino absidale raffigura la Gloria di San Domenico ed è di Guido Reni (1613-1615).
Le sette statue collocate sulla parete di fondo entro nicchie sono di Giovanni Todeschi (1617-1631). Raffigurano le 3 Virtù teologali (Fede, Speranza e Carità) e le 4 Virtù cardinali (Temperanza, Fortezza, Giustizia, Prudenza). Una targa presente nell'abside sotto una delle statue commemora la visita di papa Giovanni Paolo II (XX secolo).

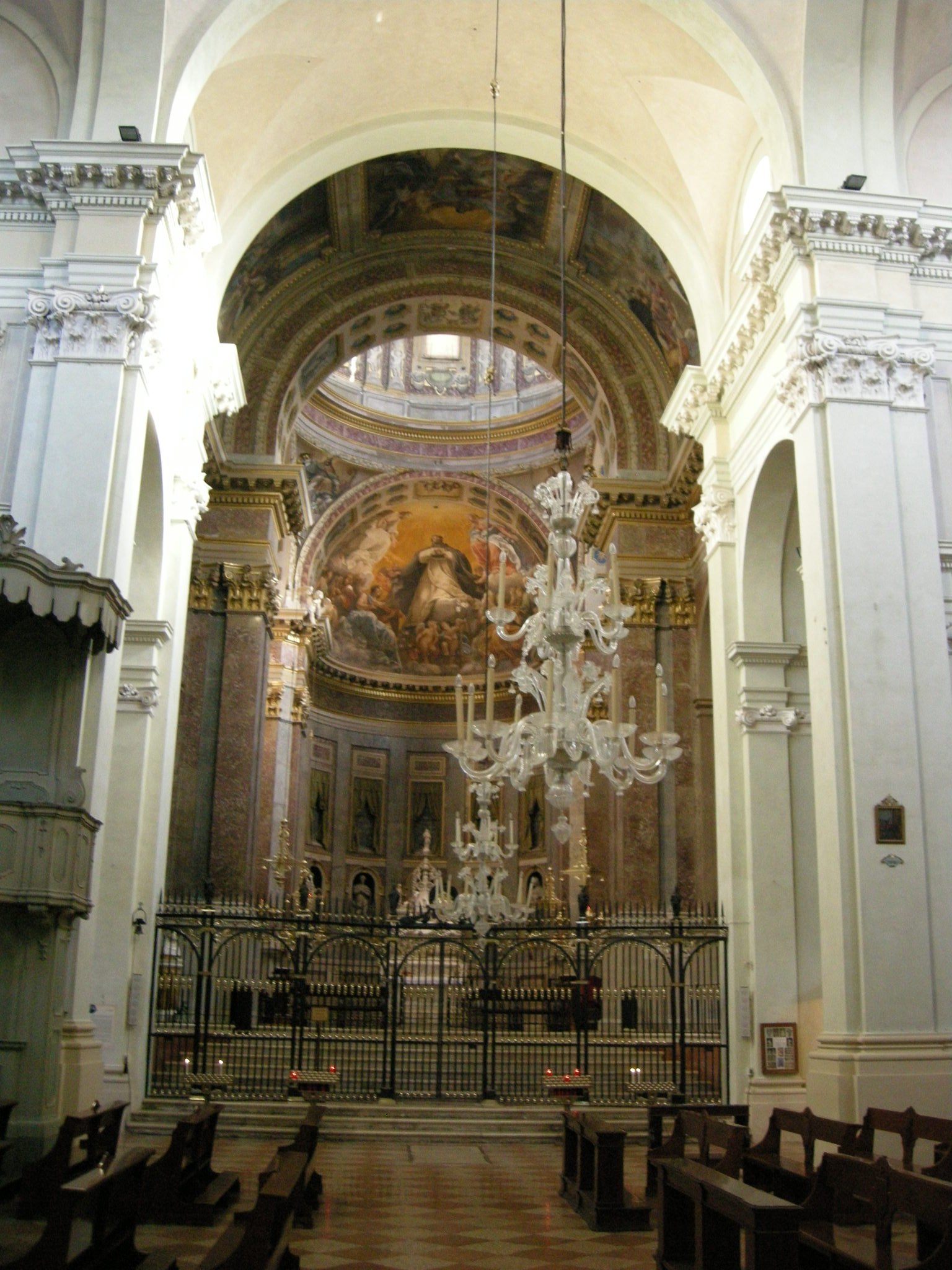
La cappella vista dalla navata
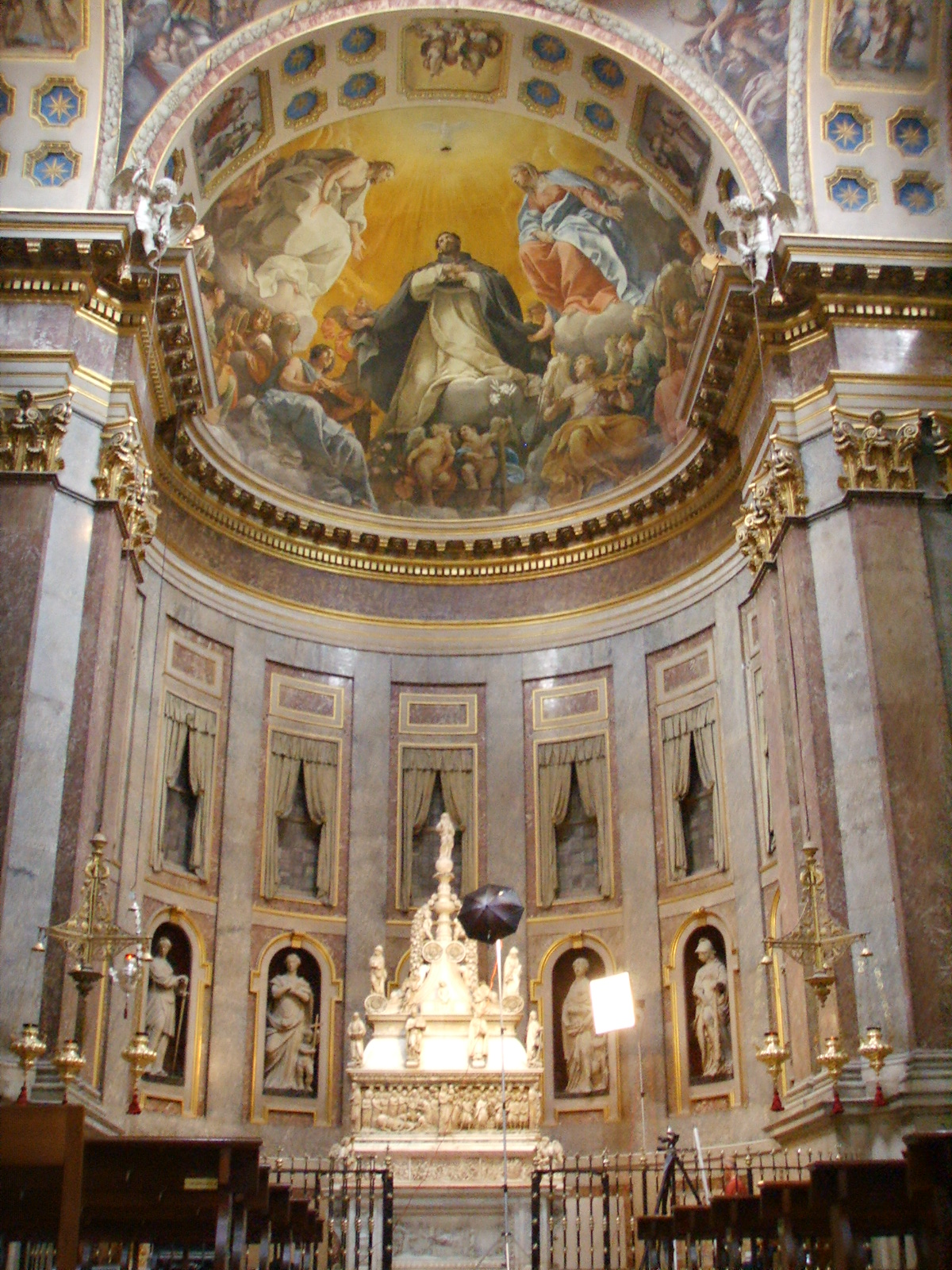
L'abside
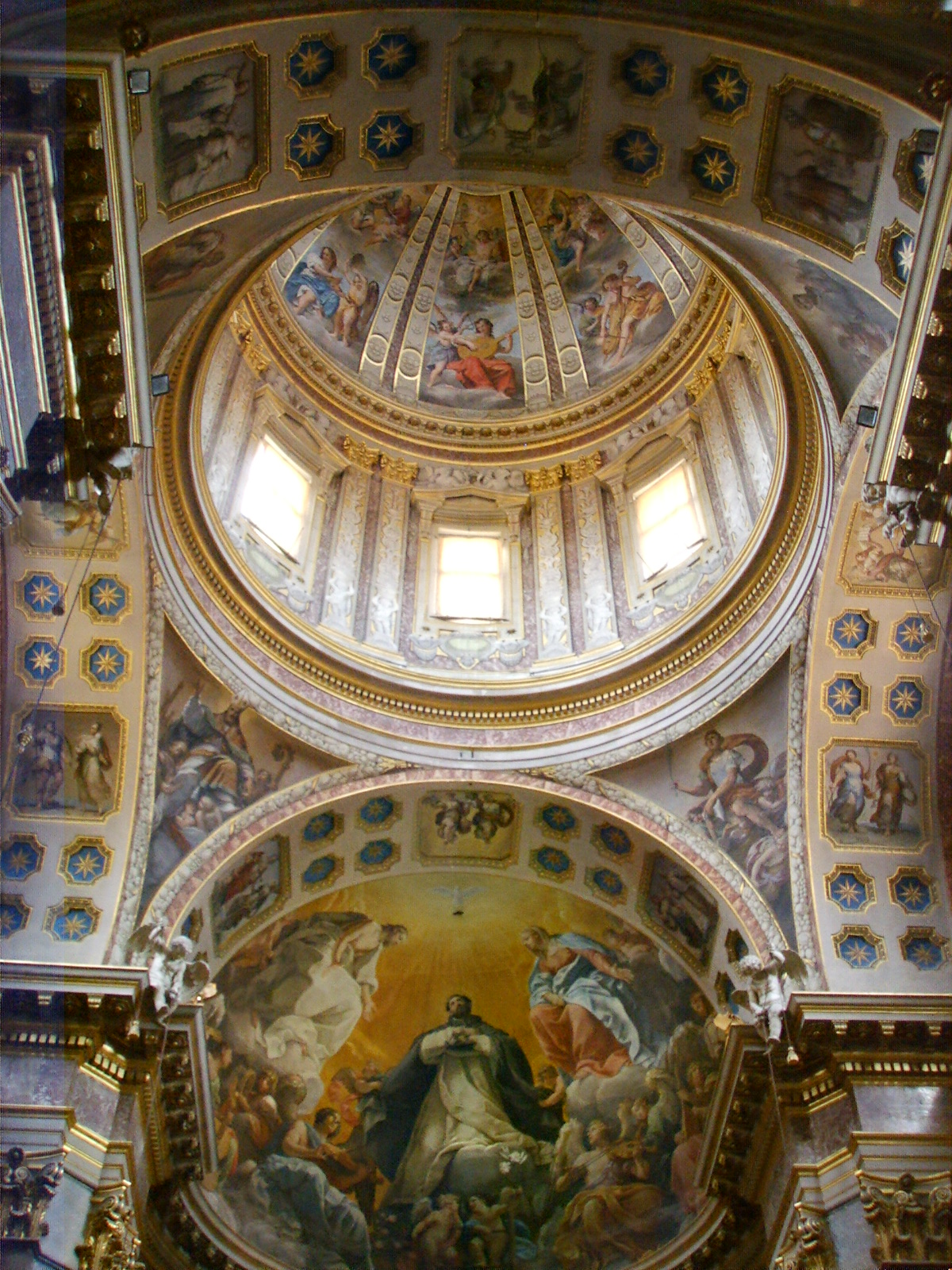
La cupola
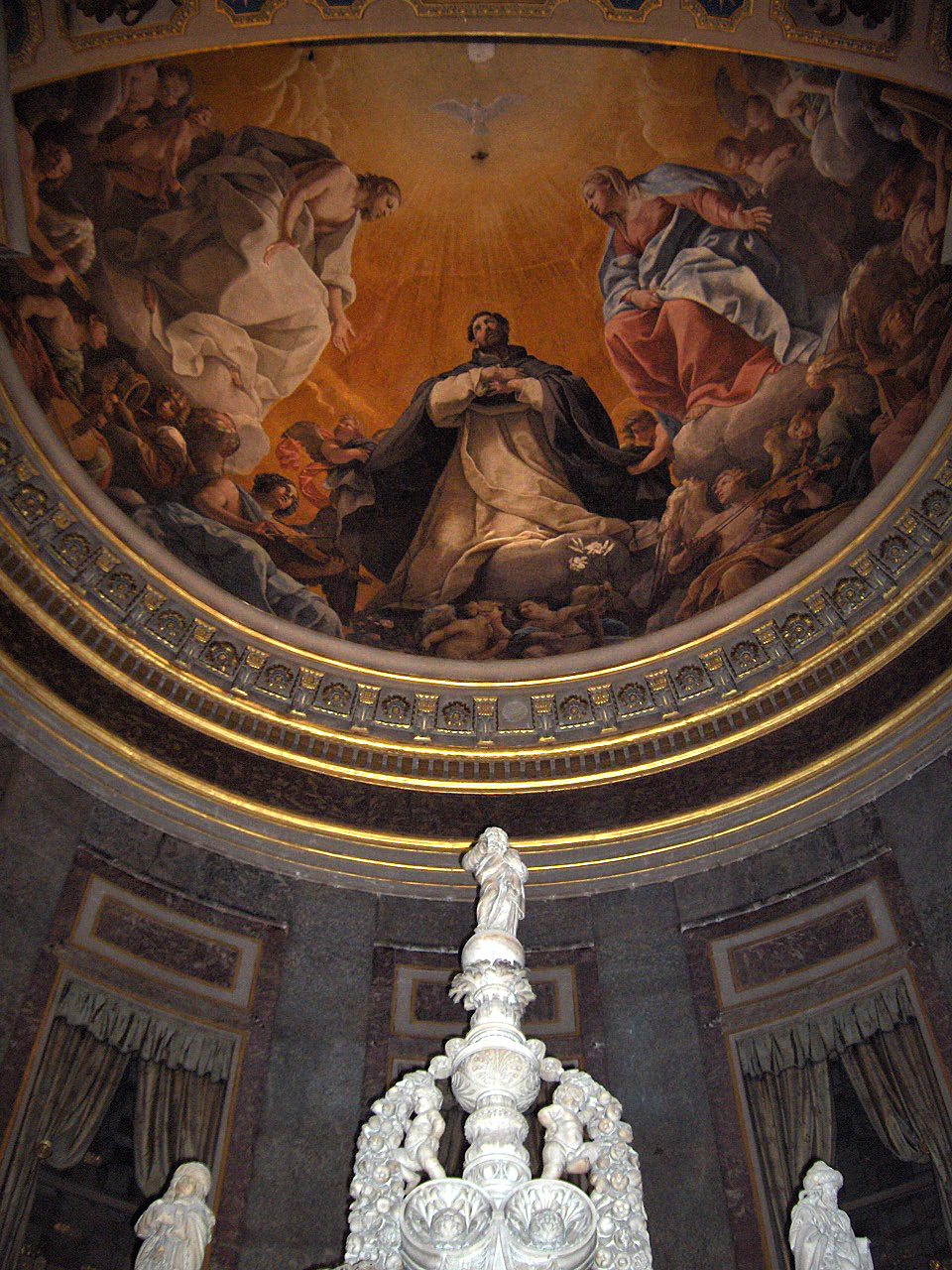
Gloria di San Domenico di Guido Reni

##### Arca di san Domenico

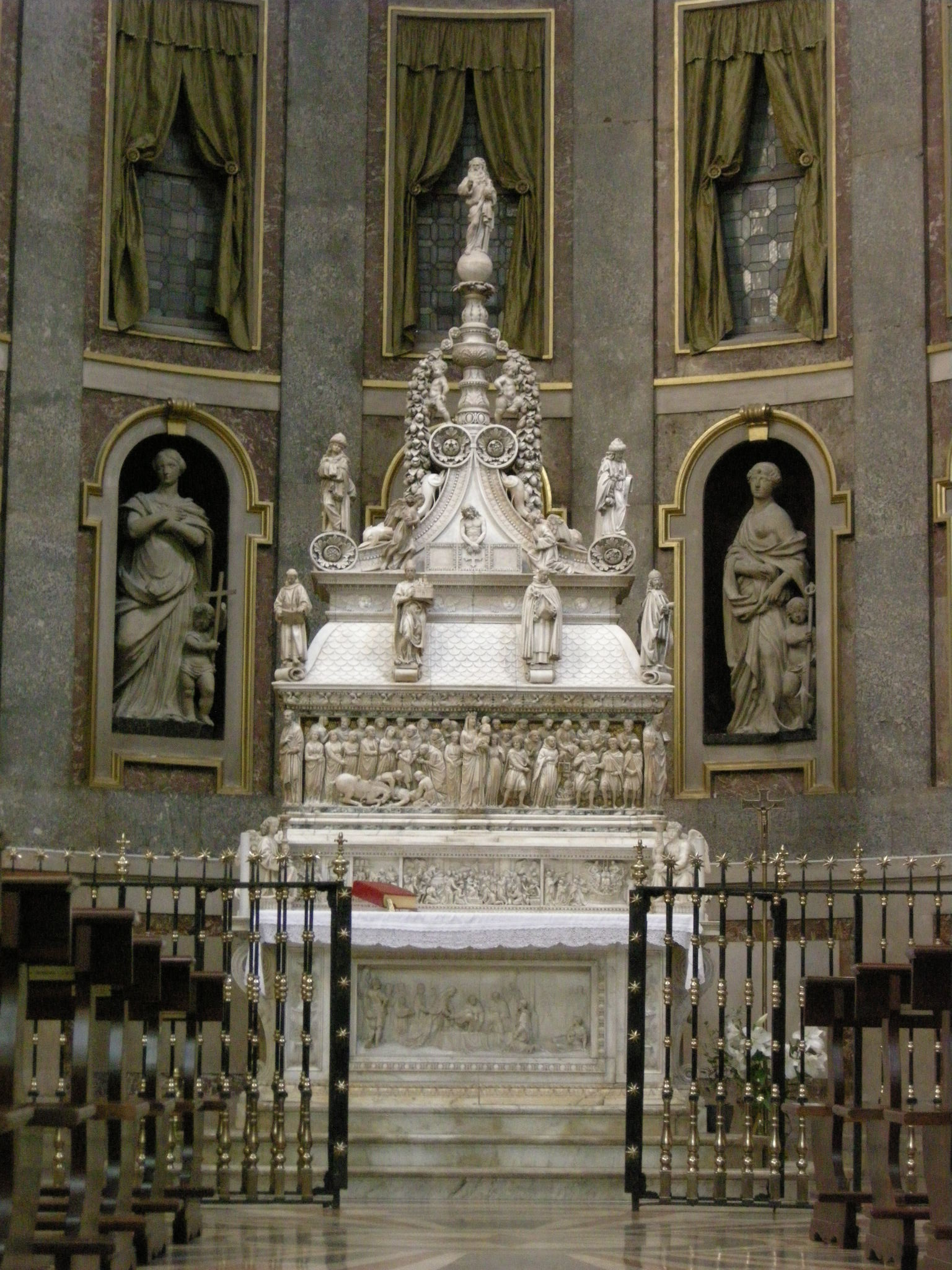
L'Arca di San Domenico

Il primo nucleo dell'Arca fu costruito nel 1267 ad opera di Nicola Pisano e dei suoi allievi, che decorarono il nuovo sarcofago marmoreo (che racchiudeva la cassa di cipresso con i resti del santo) con 6 pannelli descriventi i maggiori episodi della vita del Santo. Il sarcofago fu posto in alto sopra un altare in modo da renderlo visibile ai numerosi pellegrini che spesso si accalcavano su di esso.
Nei secoli successivi furono eseguite modifiche e lavori sull'arca.
Gli artisti che hanno contribuito all'opera sono Niccolò da Bari (o "Pugliese" o ancora "d'Apulia", detto appunto dell'"Arca"), che eseguì la decorazione della cimasa e realizzò l'angelo reggitorcia di sinistra (1469-1473); il giovane Michelangelo Buonarroti, che contribuì con alcune piccole statue, quelle di San Petronio e San Procolo e l'angelo reggitorcia di destra (1494); Alfonso Lombardi, che eseguì il pannello centrale sotto il sarcofago e sopra l'altare descrivente l'adorazione dei Magi e i pannelli laterali con scene della vita del santo (1532); Jean-Baptiste Boudard, che eseguì infine il bassorilievo sotto l'altare con la morte di San Domenico (1768).
Alla sommità si vede Dio Padre che sorregge il mondo con la mano sinistra tenendolo vicino al cuore.
Più in basso si vedono i simboli della creazione: i festoni di frutta stanno a significare la terra, i due putti si riferiscono al cielo e gli otto delfini al mare.
Ancora più in basso troviamo il mistero della Redenzione. Gesù morto è rappresentato in mezzo a due angeli, a destra quello dell'Annunciazione e a sinistra quello della Passione.
Allo stesso livello degli angeli i quattro evangelisti (san Matteo, san Marco, san Luca e san Giovanni) che hanno diffuso al mondo intero il messaggio di Redenzione operato da Gesù Cristo.
Poco sotto si trovano, appoggiate a una cornice, otto statue che raffigurano i protettori di Bologna (nella parte anteriore: san Francesco, san Petronio, san Domenico e san Floriano; nella parte posteriore: sant'Agricola, san Giovanni Battista, san Procolo e san Vitale). Sotto la cornice che contiene le statue ci sono i 6 pannelli di Nicola Pisano che avvolgono tutt'intorno il feretro e che rappresentano gli episodi più importanti della vita del santo.
Ancora sotto troviamo una stele con l'adorazione dei magi (al centro) e scene della vita del santo (ai lati). Sotto l'altare abbiamo infine un bassorilievo con la morte di San Domenico.
Dietro l'arca è conservato anche il prezioso reliquiario trecentesco di Jacopo Roseto da Bologna (1383) contenente il capo di san Domenico, che veniva portato in processione per le vie della città in occasione della festa del Santo.

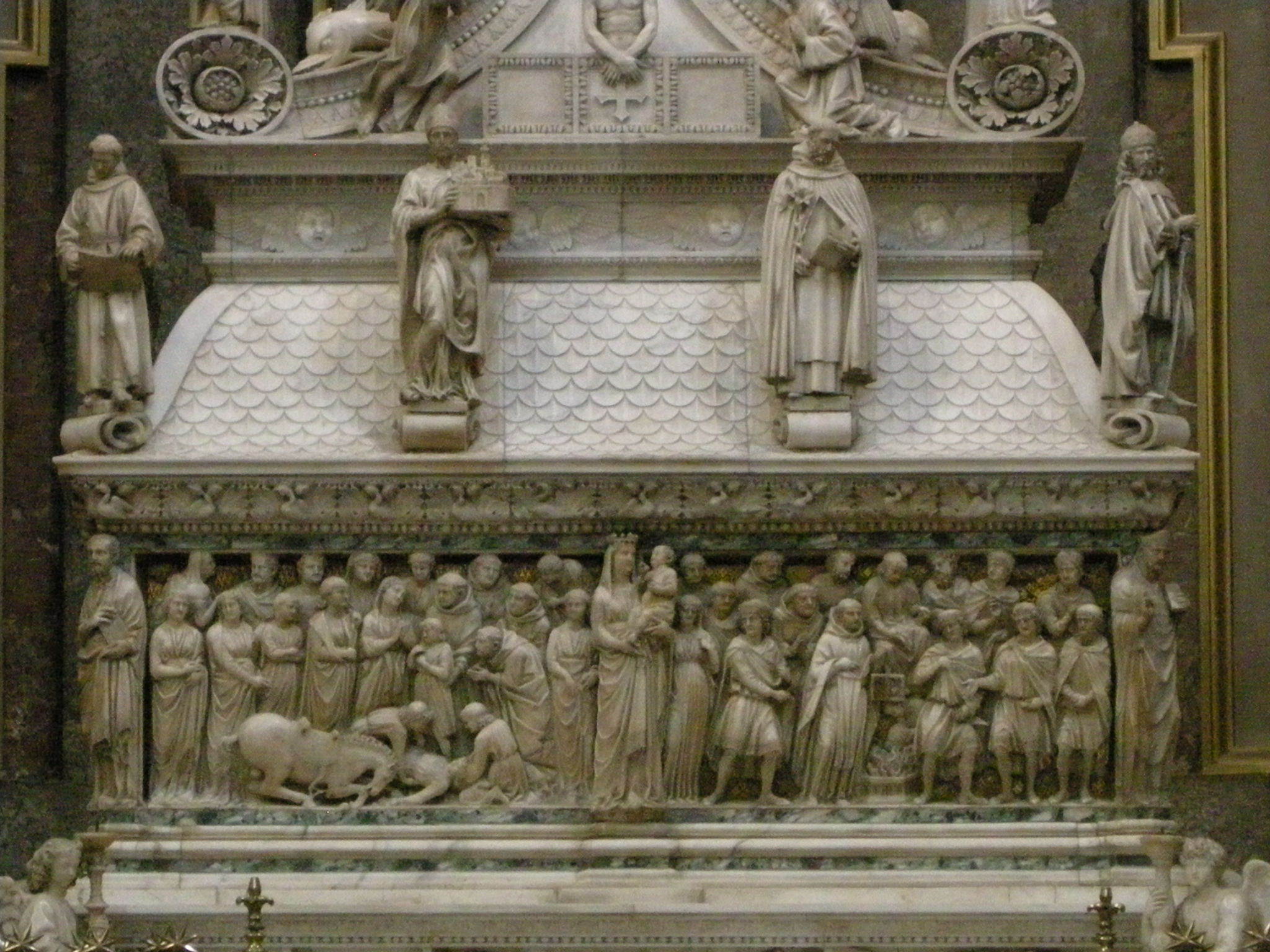
Il sarcofago
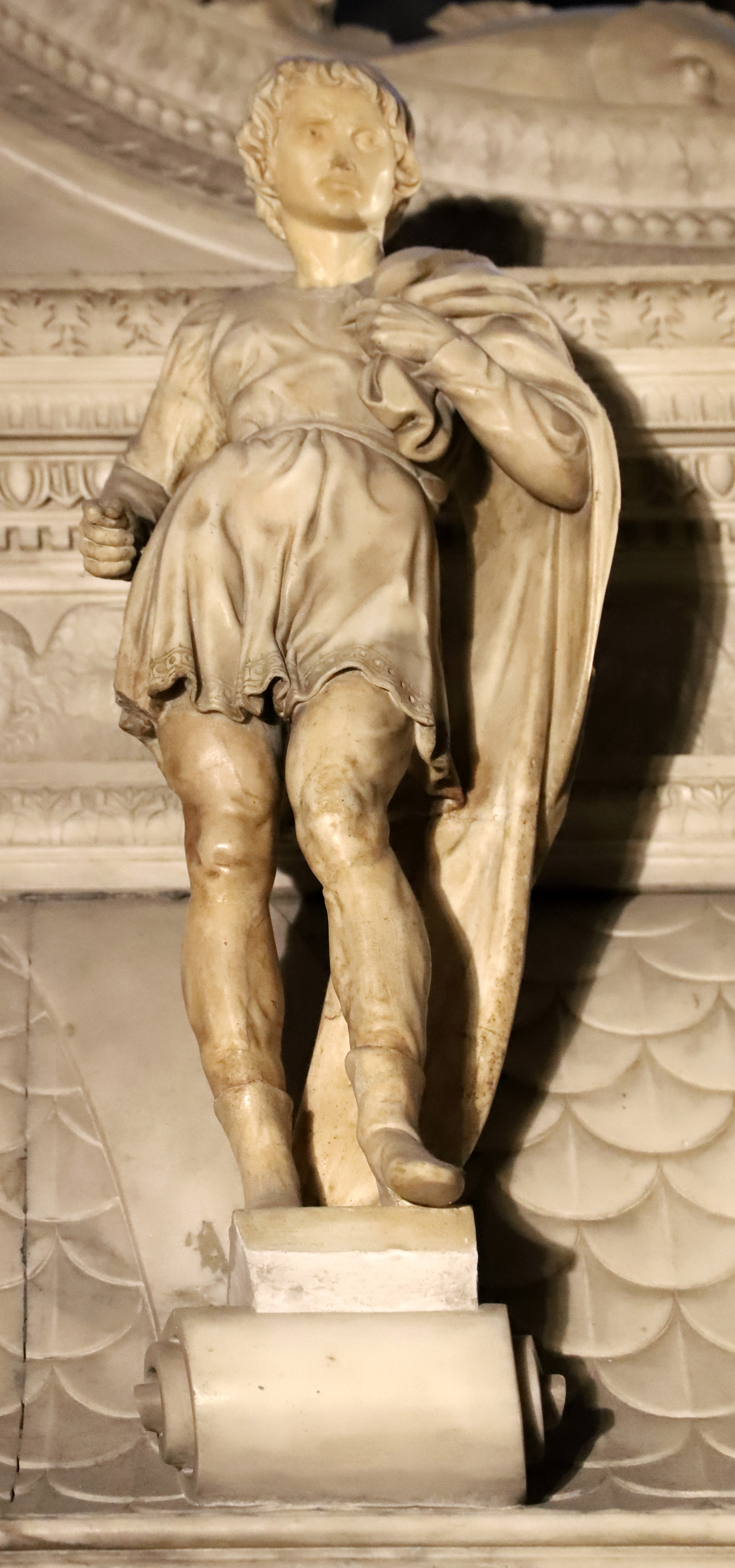
San Procolo, di Michelangelo Buonarroti
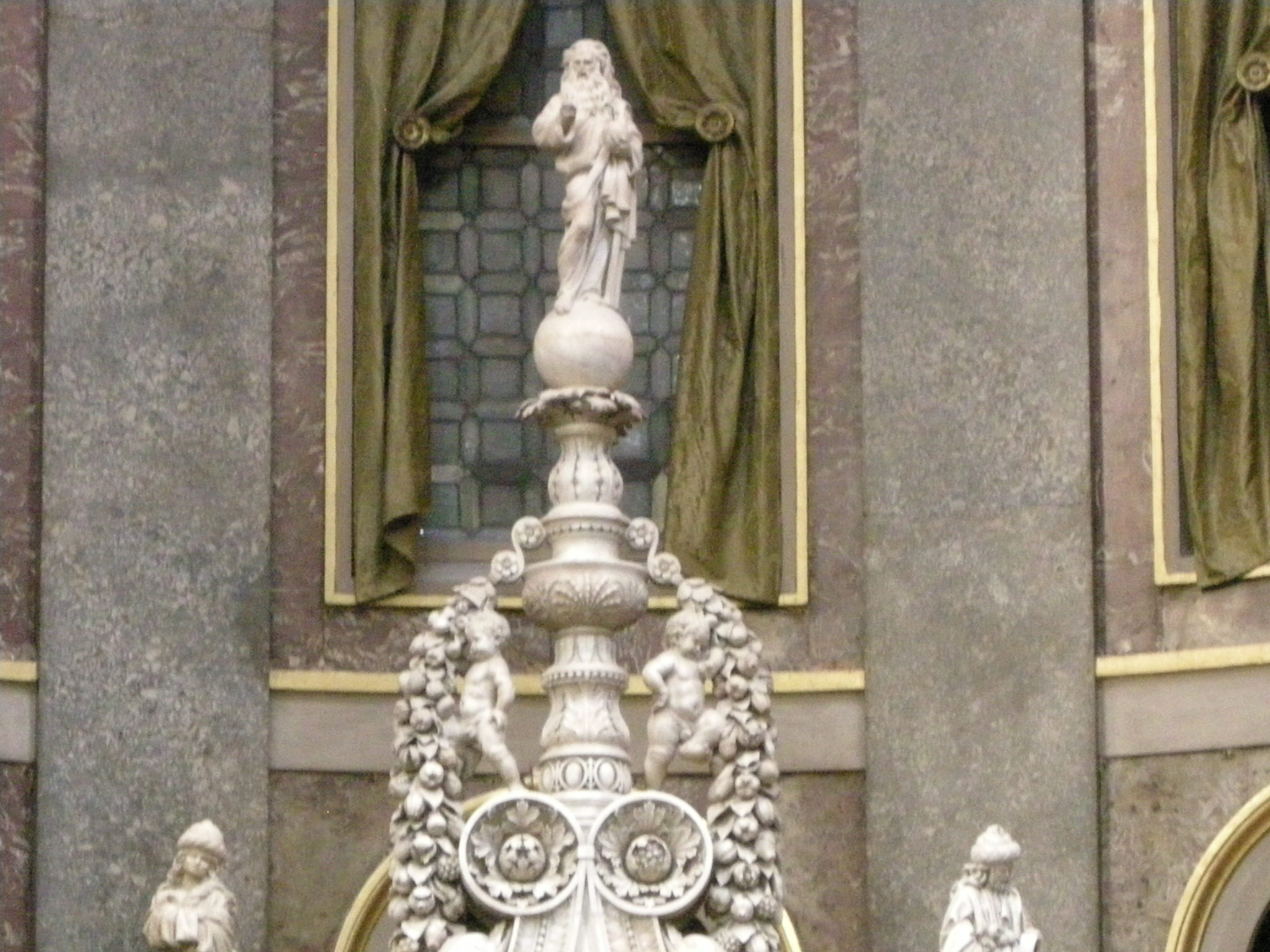
Dio Padre
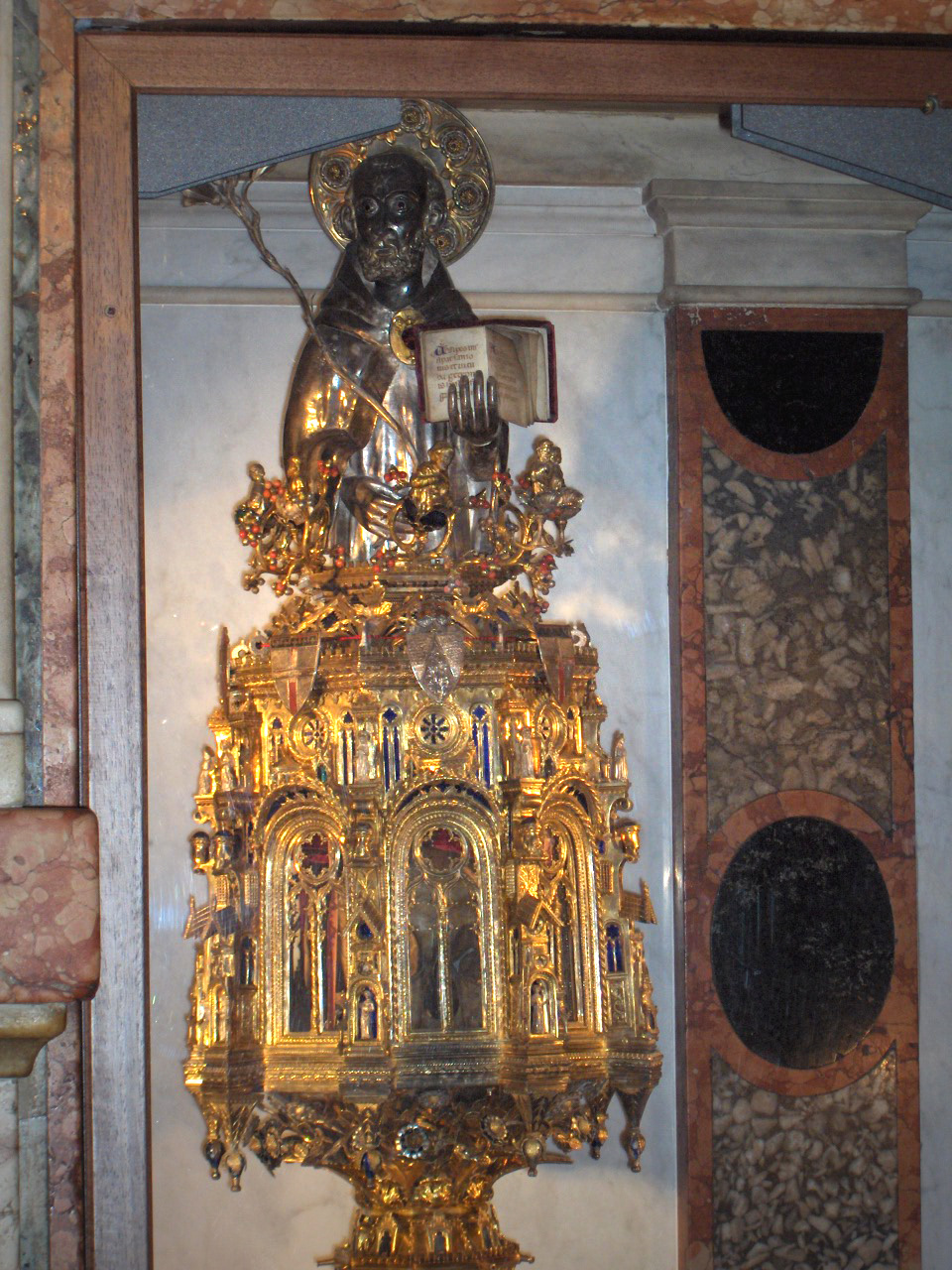
Particolare del reliquiario della testa di San Domenico

#### Cappella del Rosario

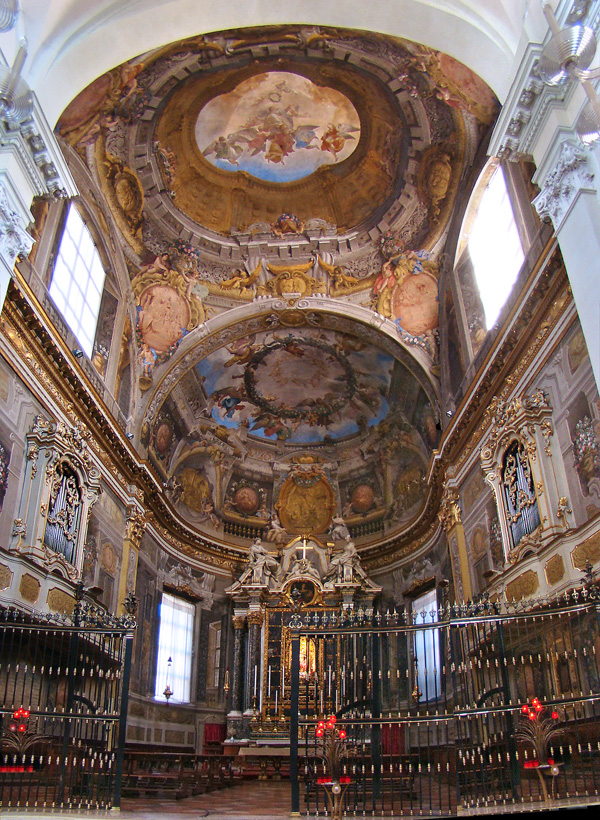
La cappella del Rosario

Si apre sulla sinistra del corpo longitudinale della basilica (pressoché a metà altezza di questo) proprio sul lato opposto rispetto alla Cappella di San Domenico. Fu voluta inizialmente dal nobile Giovanni Guidotti, come cappella per la sua famiglia (1460-1465) e della sua realizzazione furono incaricati Francesco Abaco ed il comasco Giovanni di Pietro.
Nella seconda metà del XVI secolo la cappella venne ottenuta dalla Confraternita del Santo Rosario, nata in seno all'Ordine domenicano nel secolo precedente (la pratica della Preghiera del Rosario venne introdotta proprio da Domenico). In quell'occasione la cappella mutò il nome in “Cappella del Rosario”, in onore alla “Madonna del Rosario”. A tale scopo fu rifatto l'altare da Floriano Ambrosini (1589). Questo accoglie al centro la veneratissima immagine della “Beata Vergine del Rosario” e ai lati quindici formelle dipinte raffiguranti i “Quindici Misteri del Rosario”, terminate nel 1601 da vari artisti di scuola perlopiù bolognese, quali Ludovico Carracci, Guido Reni, Bartolomeo Cesi, Denijs Calvaert, Lavinia Fontana, Francesco Albani e Domenichino.
Dopo la metà del XVII secolo la volta della cappella fu ristrutturata. In quell'occasione furono aggiunti gli affreschi sulla volta e sulla conca absidale da parte di Angelo Michele Colonna e Agostino Mitelli (1655-1657). Questi raffigurano, rispettivamente, l'Assunta e il Cielo e la terra che rendono gloria alla Madonna del Rosario. I due artisti decorarono anche le pareti laterali, anche se i loro lavori vennero rifatti nel XVIII e XIX secolo. Le due cantorie furono realizzate da Carlo Francesco Dotti (1736).
A destra dell'altare si trova l'organo su cui Wolfgang Amadeus Mozart studiò nel periodo in cui fu ospite a Bologna come allievo di padre Giovanni Battista Martini per sostenere l'esame per l'aggregazione all'Accademia Filarmonica di Bologna. L'organo è stato costruito da G. Giovagnoni nel 
1760 e restaurato nel 2003 da Seri e Ungarelli. Ha una tastiera di 45 
tasti con prima ottava scavezza e pedaliera di 18 pedali anch'essa con 
prima ottava scavezza ed è composto da 10 registri.

##### Sepoltura di Guido Reni ed Elisabetta Sirani
Nella cappella del Rosario trovarono sepoltura i due pittori Guido Reni ed Elisabetta Sirani, deceduti nel 1642 e 1665 rispettivamente.

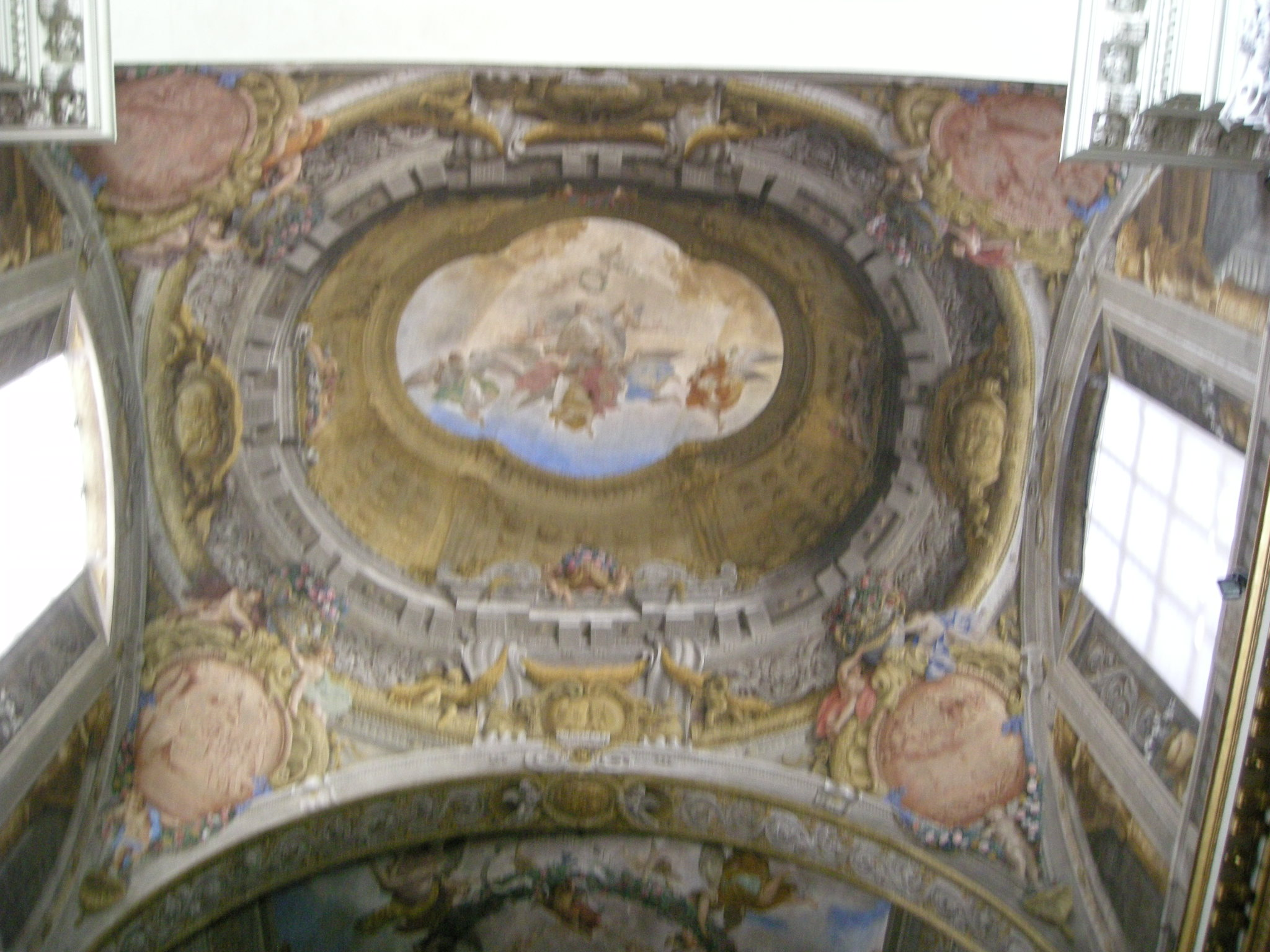
Gli affreschi della volta
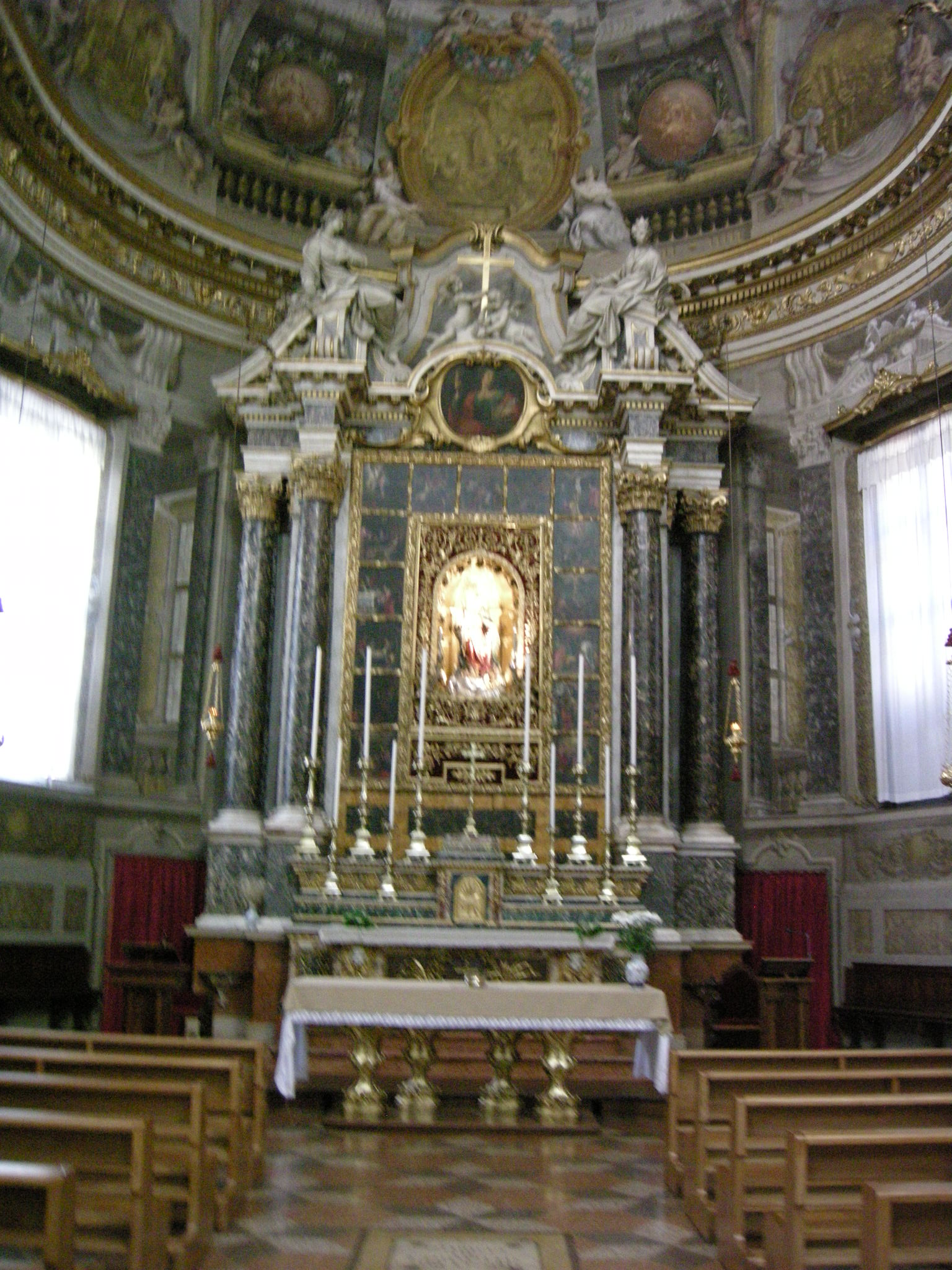
L'altare
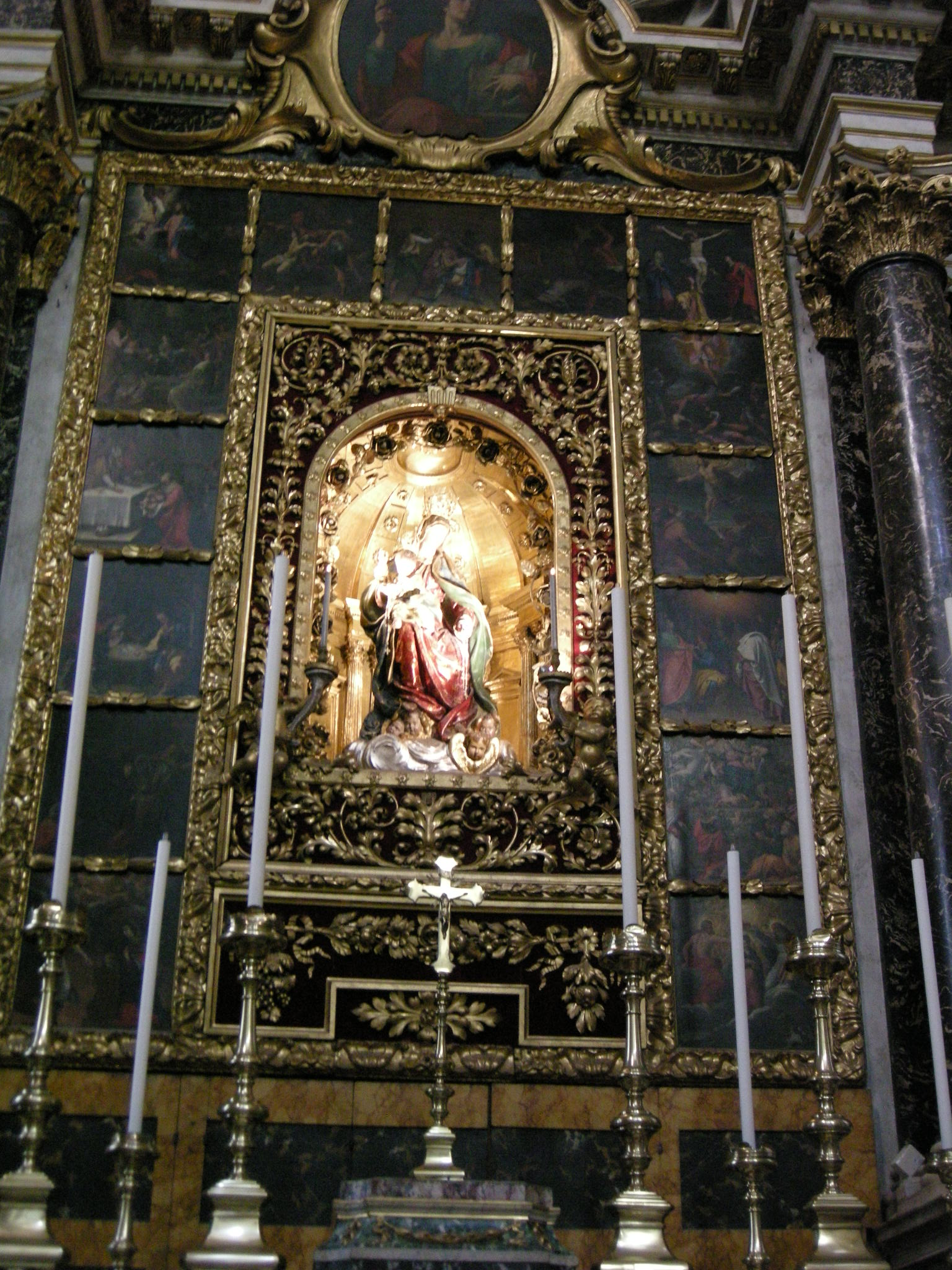
Ancona dell'altare
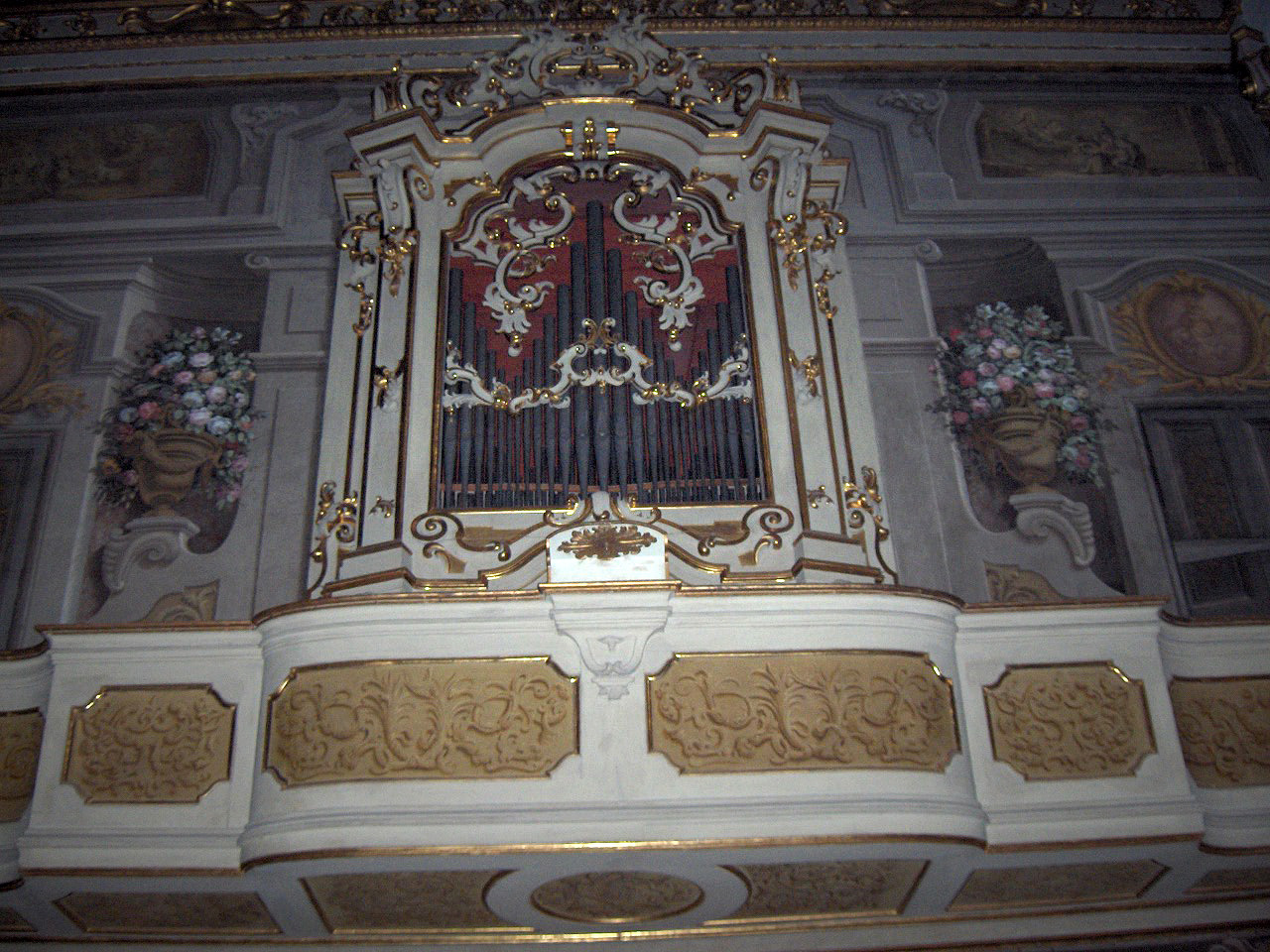
Organo e cantoria di destra

#### Transetto sinistro

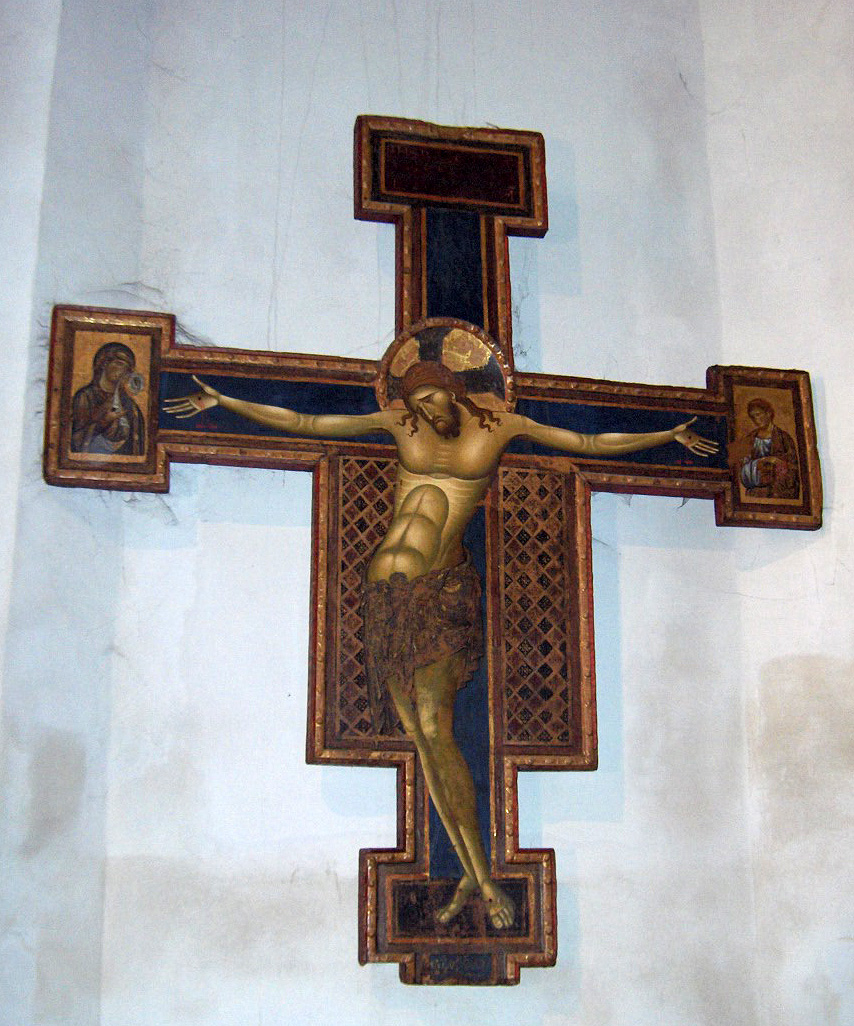
Il Crocifisso di Giunta Pisano (1250 ca.)

Nel transetto sinistro trovano posto il settecentesco cenotafio di Enzo di Sardegna, che in questa chiesa fu sepolto nel 1279, e il sepolcro del vescovo domenicano Martino di Opavia. Qui riposa anche il beato Giacomo da Ulma (m. 1491), artista domenicano autore di pregevoli vetrate gotiche nella Basilica di San Petronio.
Nella cappella di San Michele, che si apre nella parete destra del transetto, alle spalle dell'altare marmoreo, è collocato il prezioso Crocifisso del 1250 circa di Giunta Pisano, un tempo posto sul tramezzo per onorare, probabilmente, la consacrazione della basilica da parte di papa Innocenzo IV (avvenuta il 17 ottobre 1251).
Sulla parete sinistra della cappella, invece, vi è un affresco staccato di scuola bolognese attribuito a Jacopo Benintendi detto il Biondo raffigurante San Tommaso d'Aquino e Sant'Antonio Abate (?), dipinto attorno alla metà del Trecento. San Tommaso d'Aquino, sulla sinistra, è raffigurato in abito domenicano con nella mano sinistra un libro aperto e in quella destra il modellino della chiesa; Sant'Antonio Abate, talvolta identificato come San Benedetto, sulla destra, indossa l'abito benedettino ed impugna nella mano sinistra un libro chiuso e in quella destra un pastorale.
Di lato una ricomposizione cinquecentesca del Monumento a Taddeo Pepoli che conserva le lastre marmoree scolpite ad altorilievo con quattro scene della vita del signore di Bologna realizzate da scultore pisano intorno al 1347.

#### L'abside e il coro

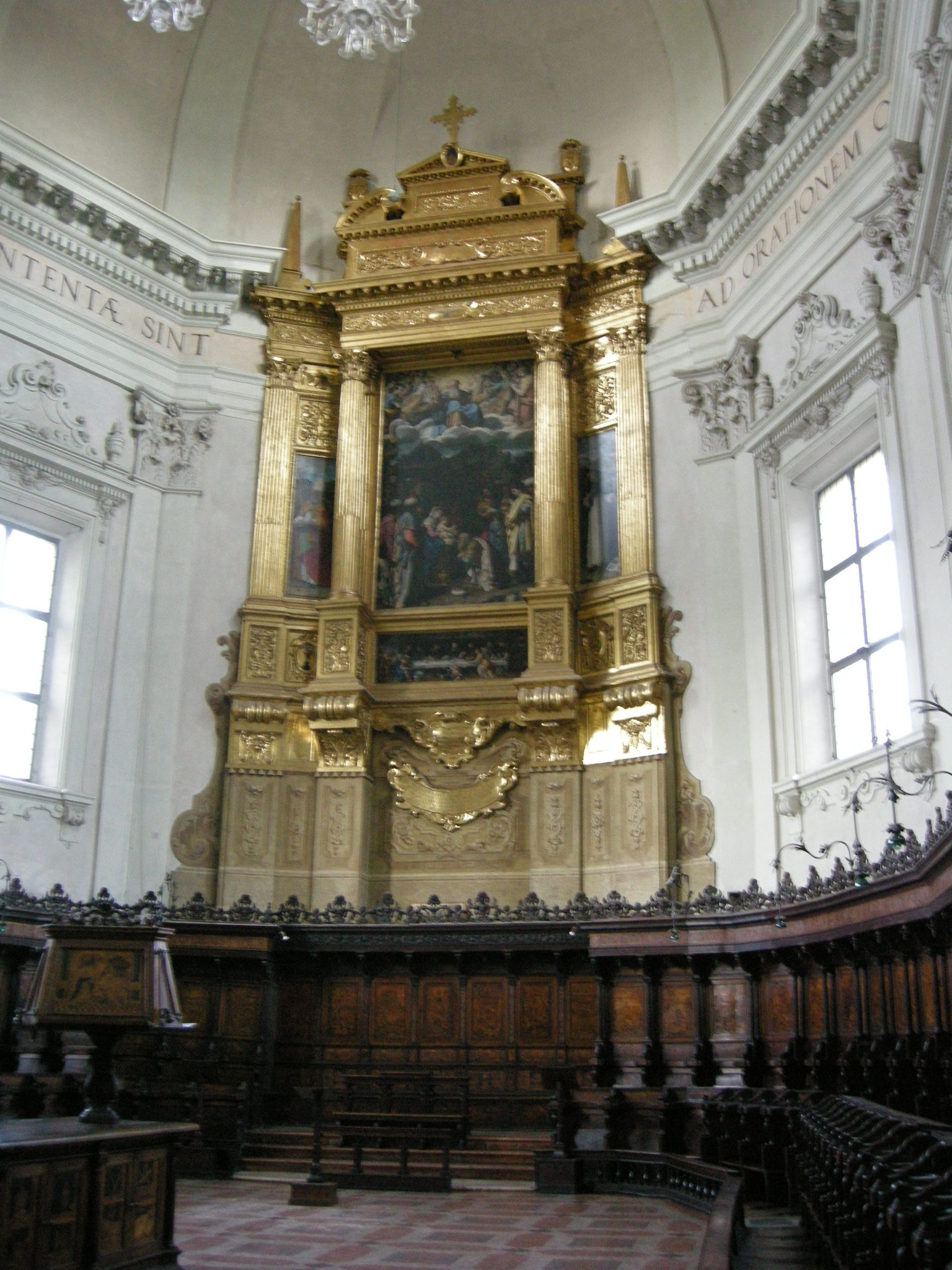
L'abside

La navata centrale termina con la profonda abside poligonale, illuminata da grandi finestroni rettangolari.
L'altare maggiore attuale è opera settecentesca del Torreggiani, e sostituisce l'altare originale, capolavoro di Giovanni di Balduccio (1330), un allievo di Giovanni Pisano, formato da un grande polittico scolpito con la Madonna con il bambino al centro e otto statuette ai lati (secondo la descrizione del Vasari). Quest'opera monumentale proveniva dalla cappella maggiore del Castello di Porta Galliera, ed era stata commissionata dal legato pontificio Bertrando del Poggetto. Oggi le sue parti superstiti sono disperse tra il Detroit Institute of Arts (la Madonna), il Museo civico medievale (San Pietro Martire), il museo di Santo Stefano (San Petronio), il Musée Grobet Labadié di Marsiglia (San Domenico), la Pinacoteca comunale di Faenza (il profeta Baruch) e la collezione privata Raule e Poggi-Cavalletti (la formella della natività un tempo collocata nella predella).
Dietro all'altare, nell'abside, si trova il preziosissimo e monumentale coro ligneo, uno straordinario lavoro di intarsio in tipico stile rinascimentale, opera di fra Damiano da Bergamo.
Le scene sono ispirate all'Antico Testamento (parte destra) ed al Nuovo Testamento (parte sinistra). 
Fra Damiano dal 1541 al 1549 eseguì, con magistrali intarsi, le Storie bibliche del coro maggiore, su suggestione di una serie di disegni di Jacopo Barozzi da Vignola. Il lavoro fu terminato da Bernardino da Bologna.
L'opera è ricordata da Giorgio Vasari nelle Vite (IV, 94).
L'abside è dominata dal polittico, opera del bolognese Bartolomeo Cesi, racchiuso all'interno di una ricca cornice lignea scolpita e dorata. Al centro, si trova raffigurata l'Adorazione dei Magi, con la sottostante Ultima Cena.

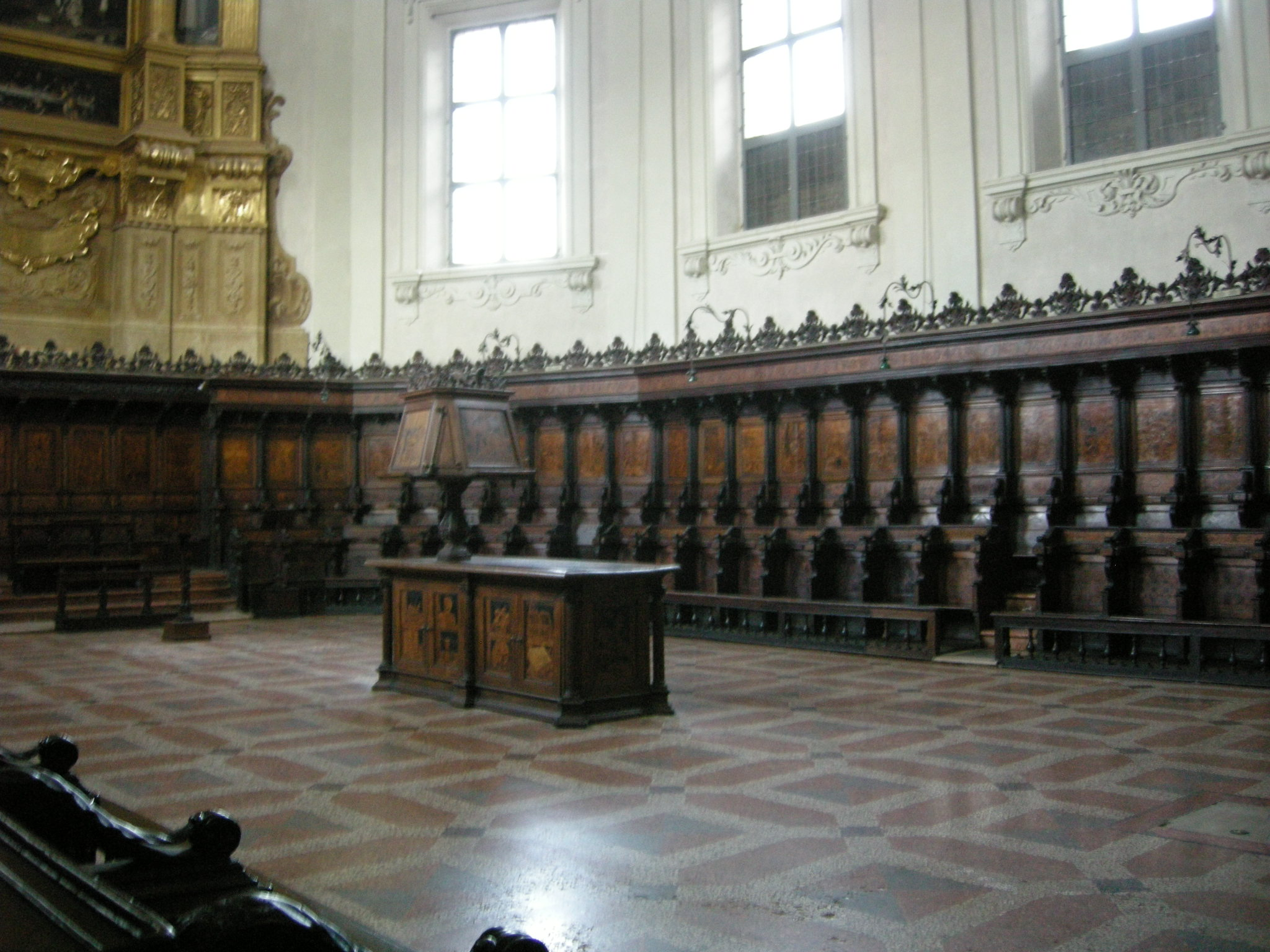
Il coro ligneo
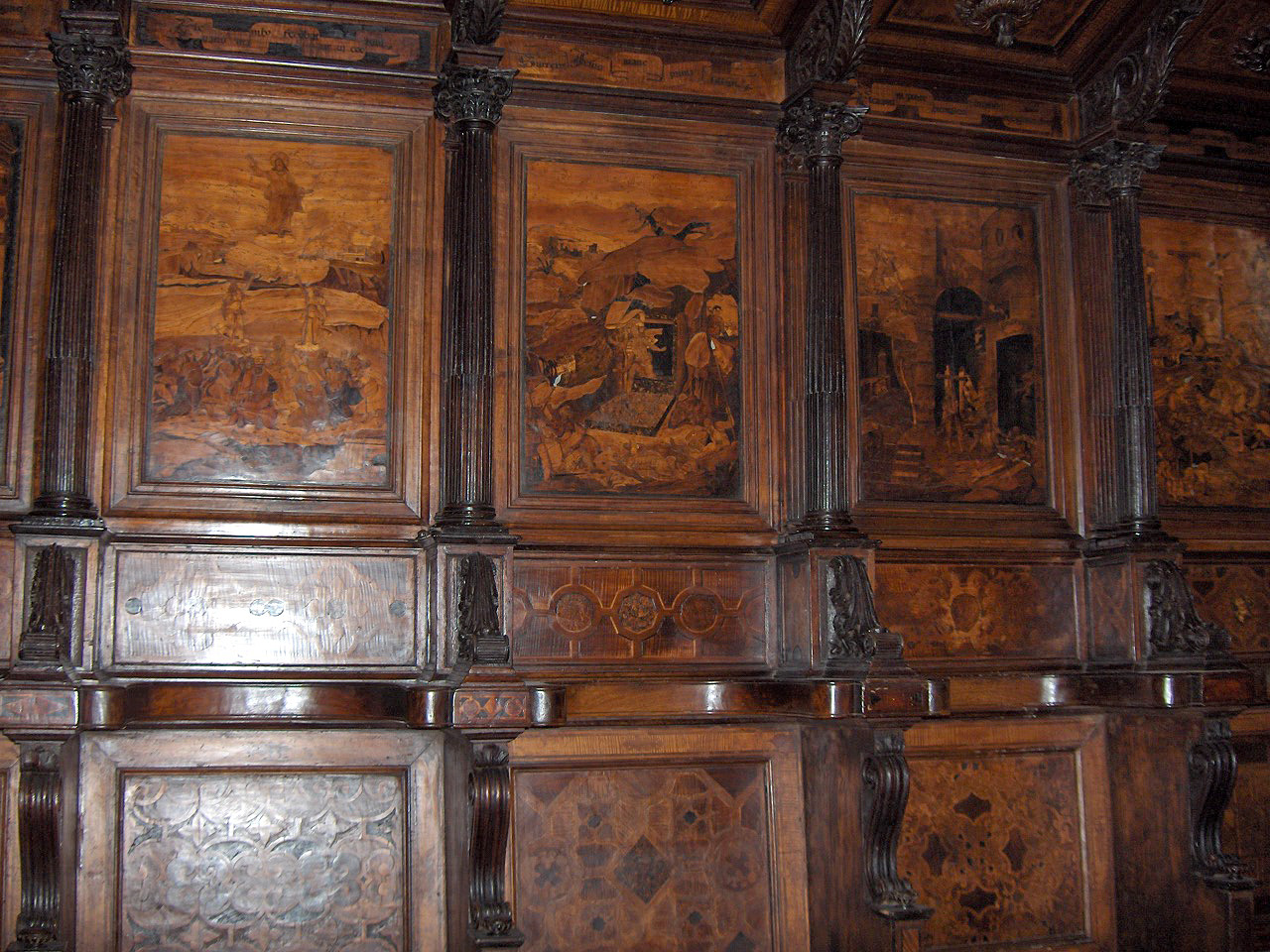
Stalli intarsiati
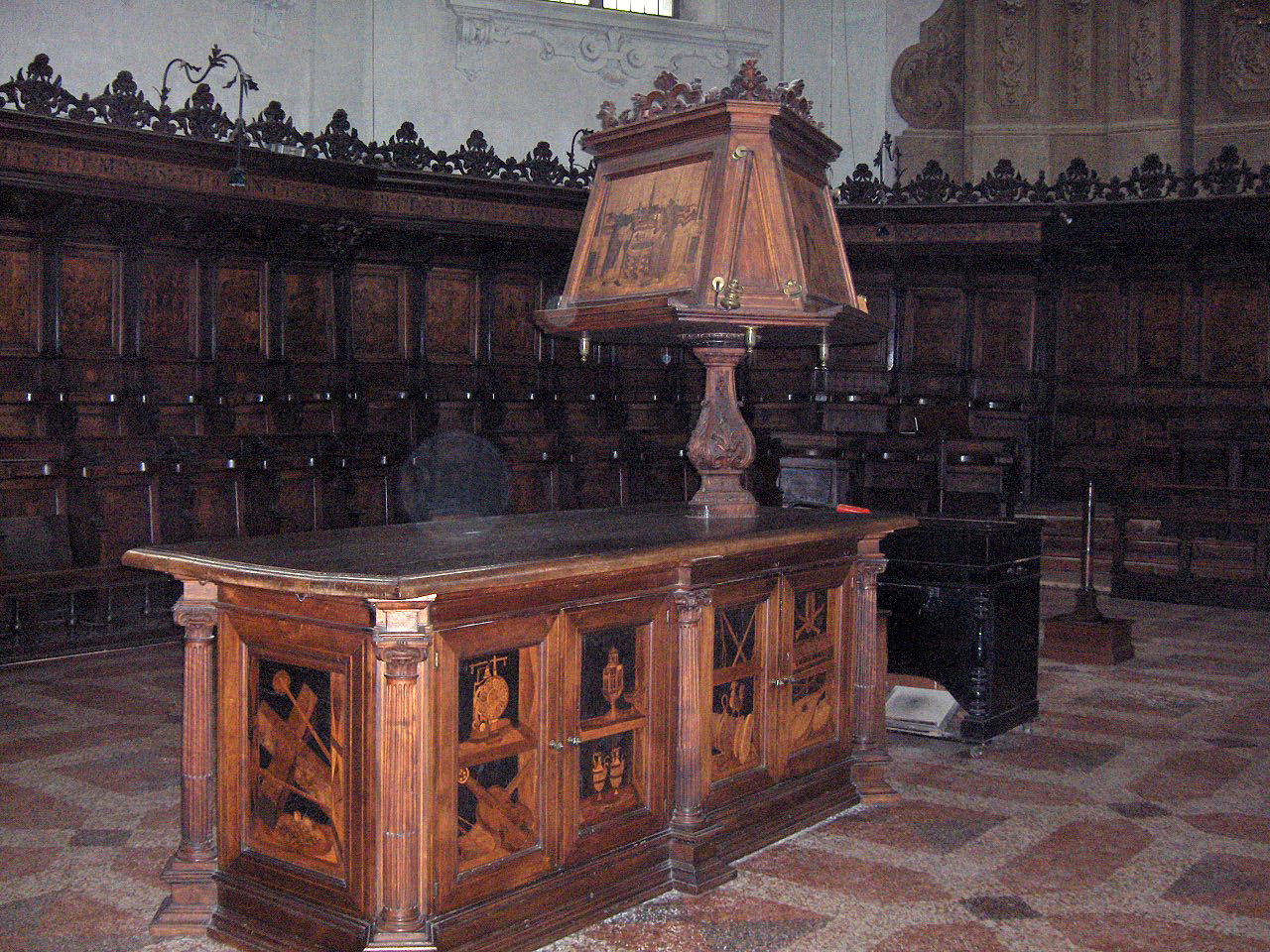
Il leggio del coro
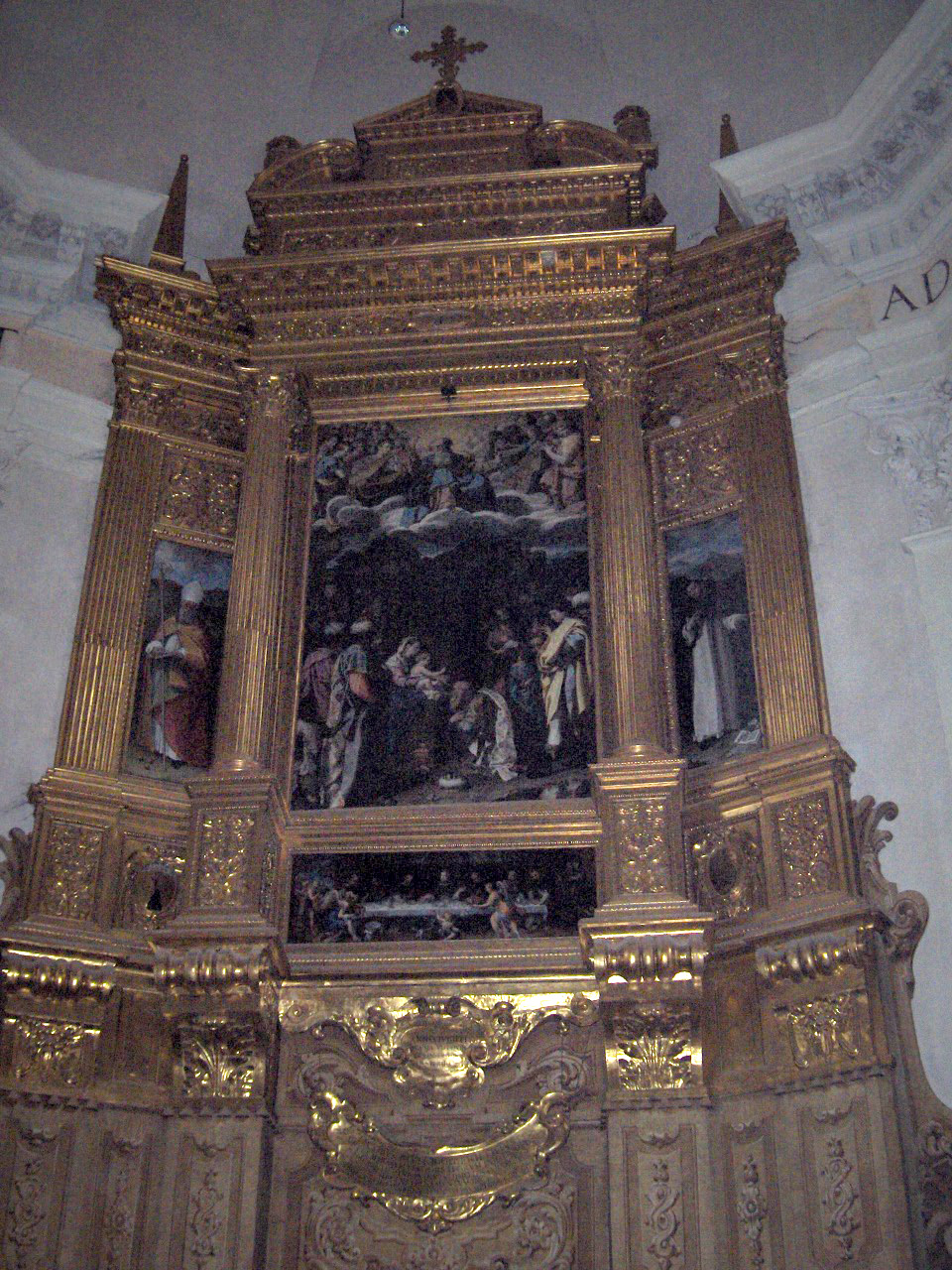
Il polittico di Bartolomeo Cesi
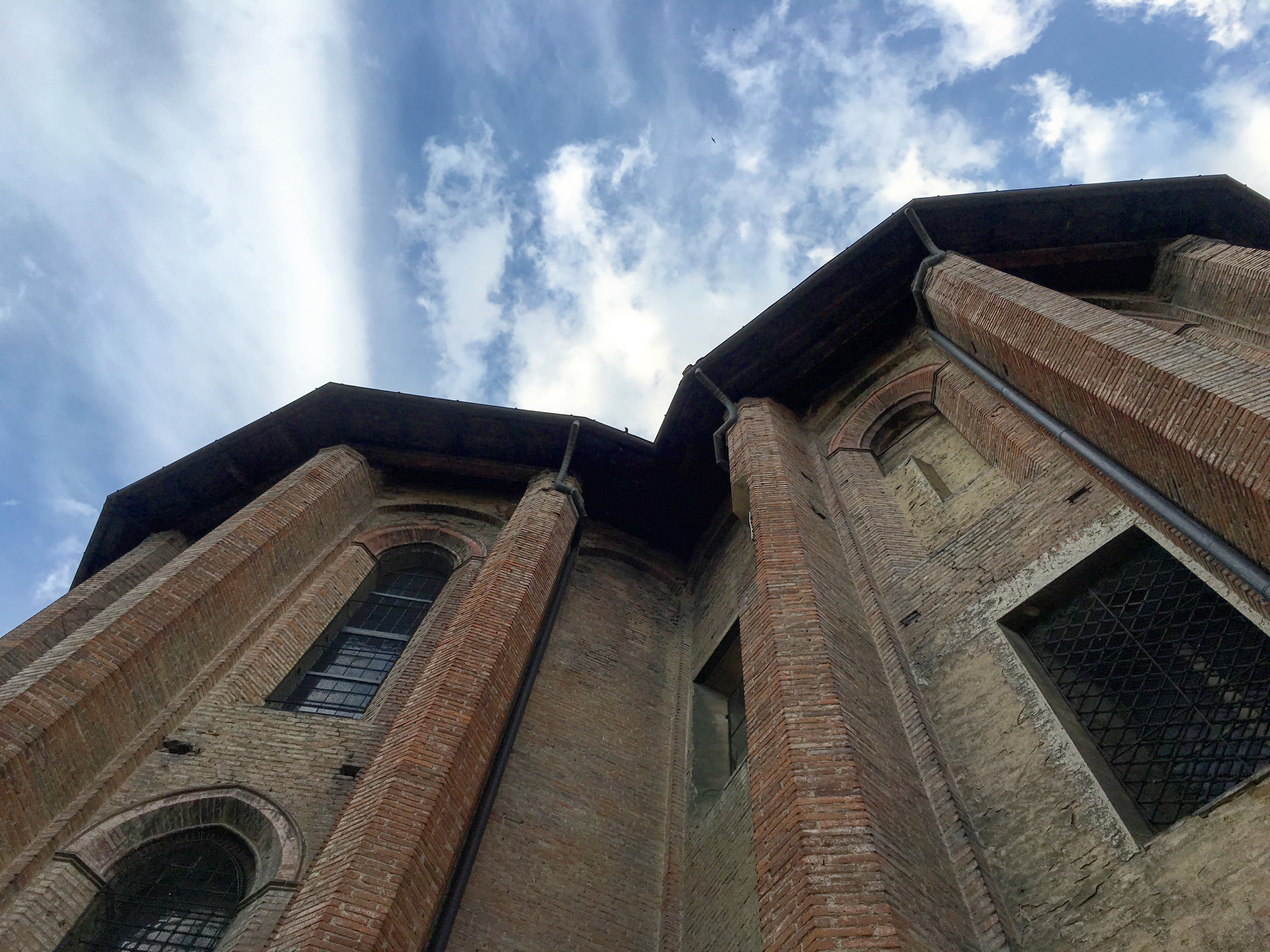
Vista esterna dell'abside, sul retro della Piazza San Domenico

Campanile e Campane
Sul retro della Basilica, ben visibile dal chiostro interno, si eleva l'elegante campanile, diviso in tre ordini (il più basso illuminato da monofore, quello intermedio da bifore e quello più alto - la cella campanaria - da trifore). La torre culmina in una slanciata guglia (molto simile a quella del campanile di Santa Maria dei Servi), raggiungendo l'altezza di metri 52. 
Nella cella campanaria è custodito un possente concerto di 5 campane, con queste caratteristiche:
1^ Campana (Grossa)                                                     Nota: Mib3; diametro: cm 127; fonditori: Antonio e Pietro Francesco Censori; anno: 1603; peso: circa kg 1500
2^ Campana (Mezzana)                                                 Nota: Lab3; diametro: cm 93,2; fonditori: Giacomo e Antonio Bonettini; anno: 1707; peso: circa kg 600
3^ Campana (Mezzanella)                                             Nota: Sib3; diametro: cm 83; fonditore: Antonio e Pietro Francesco Censori; anno: 1615; peso: circa kg 450
4^ Campana (Piccola)                                                    Nota: Do4; diametro: cm 75,5; fonditore: Clemente Brighenti; anno: 1857; peso: circa kg 300
5^ Campana (Piccola del Maggiore)                           Nota: Mib4; diametro: cm 62,5; fonditore: Domenico Fantuzzi; anno: 1782; peso: circa kg 170
Il concerto dà la possibilità di comporre due "quarti": uno in "tono di sesta" se si utilizzano le quattro campane più grosse e uno in "tono maggiore" se si utilizzano le quattro campane più piccole.
Le 5 campane sono montate "alla bolognese", su mozzi e castello in legno (le due minori si trovano nella parte alta della cella, sovrapposte alle tre maggiori). Dai primi anni '90 è presente un impianto di elettrificazione a catene per il suono "a distesa" dei bronzi, facilmente isolabile per consentire le esecuzioni manuali "a doppio" da parte dei campanari. Sono presenti anche gli elettrobattenti per il suono "a tocchi".

#### Altre opere di rilievo

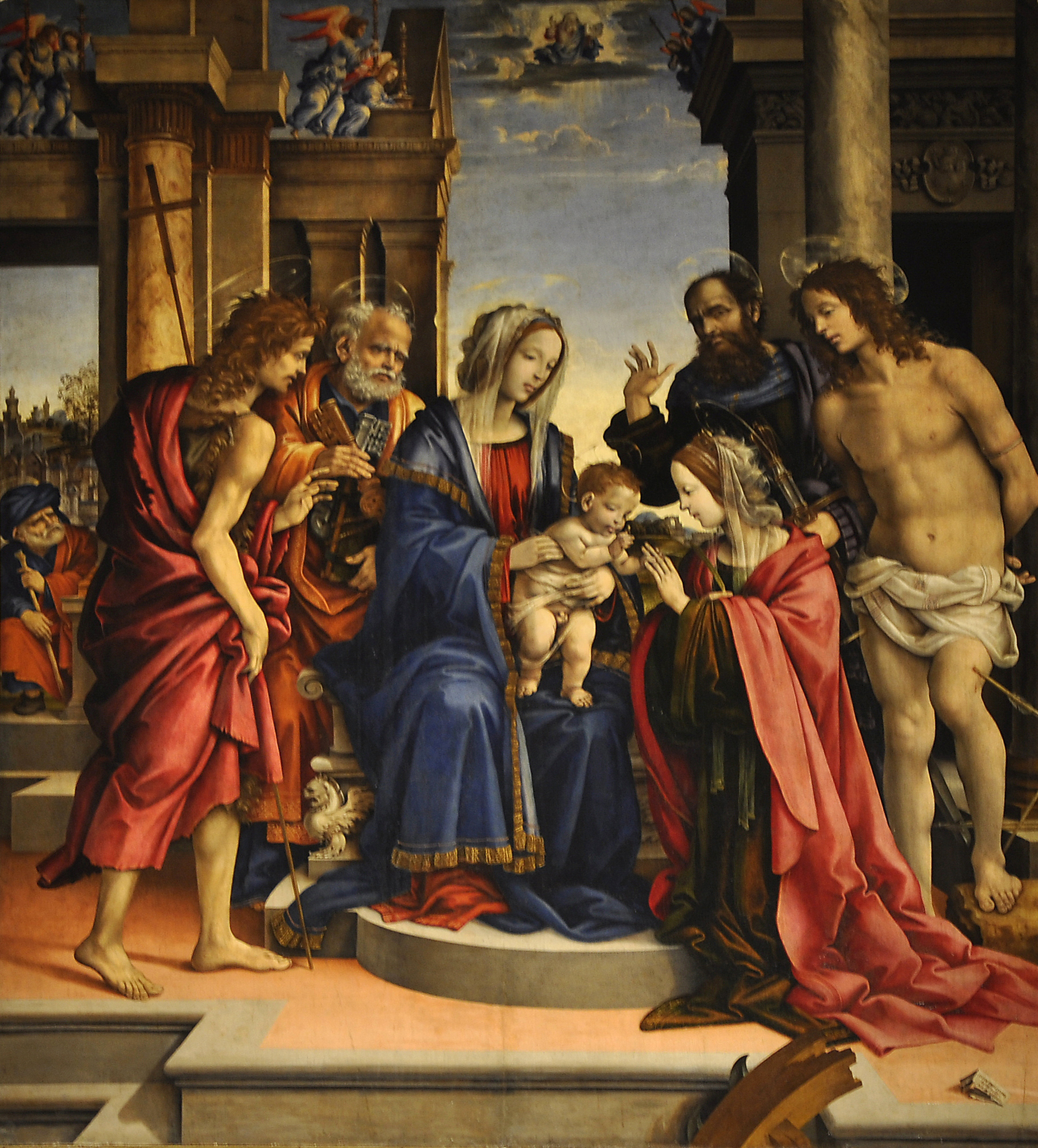
Matrimonio mistico di Santa Caterina di Filippino Lippi

Fra le altre numerose opere si distinguono:
- Il Matrimonio mistico di santa Caterina d'Alessandria di Filippino Lippi (1501), nella cappellina (Casali) a destra dell'altare maggiore.
- Sepolcro di Alessandro Tartagni, opera di Francesco di Simone Ferrucci da Fiesole, nel voltone laterale d'ingresso, che prende a modello i monumenti sepolcrali fiorentini di Bernardo Rossellino e Desiderio da Settignano, maestro del Ferrucci.
- San Raimondo di Peñafort attraversa il mare sul suo mantello di Ludovico Carracci (inizi Seicento), nella seconda cappella a sinistra.
- San Vincenzo Ferreri resuscita un fanciullo Donato Creti, nella seconda cappella a destra.
- San Tommaso d'Aquino del Guercino (1662), nel transetto destro.

#### Organi a canne
Nella basilica di San Domenico si trovano tre organi a canne:
- sulla cantoria alla destra del presbiterio si trova un organo di Adeodato Bossi Urbani costruito nel 1851 riutilizzando la cassa e le canne di facciata di un precedente strumento di Giuseppe Gatti del 1739;
- sulla cantoria alla sinistra del presbiterio si trova un organo dei Fratelli Rasori costruito nel 1854 riutilizzando la cassa e le canne di facciata di un precedente strumento di Giuseppe Gatti del 1739 che a sua volta era stato modificato nel 1760 da Pietro Nacchini e Francesco Dacci;
- nella cappella del Rosario, sulla cantoria di destra (su quella opposta vi è una mostra finta), si trova un organo costruito da Petronio Giovagnoni nel 1759-1762, sul quale Wolfgang Amadeus Mozart studiò nel periodo in cui fu ospite a Bologna come allievo di padre Giovanni Battista Martini per sostenere l'esame per l'aggregazione all'Accademia Filarmonica di Bologna. Ha una tastiera di 45 tasti con prima ottava scavezza e pedaliera di 8 note anch'essa con prima ottava scavezza ed è composto da 10 registri.

### Museo, convento e biblioteca

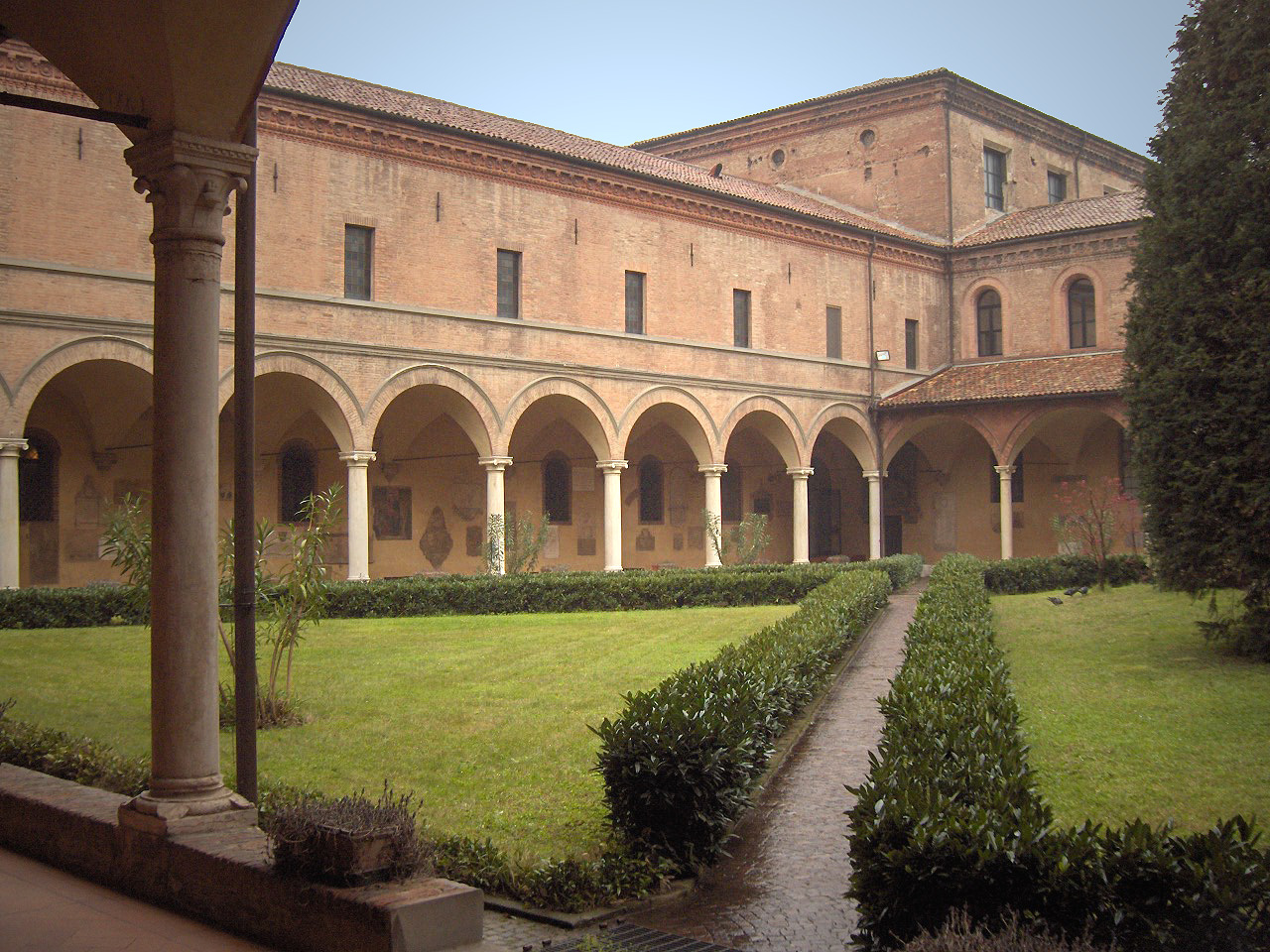
Primo chiostro, detto "dei morti"

La basilica di San Domenico ha un piccolo museo, in cui sono custodite opere d'arte e reliquie, fra cui ad esempio:
- Il reliquiario di Luigi IX di Francia, esempio di oreficeria in stile gotico del XIII secolo
- Madonna col Bambino (detta "del Velluto"), tavola mirabile di Lippo di Dalmasio (1408)
- resti della Pietà in terracotta (1495) di Baccio da Montelupo (opera citata dal Vasari nelle Vite)
- Busto di San Domenico, terracotta di Niccolò dell'Arca (1474)
- resti di un affresco (Madonna con Bambino e San Domenico, XIV secolo) di un artista bolognese sconosciuto (forse Cristoforo da Bologna)
- Madonna con Bambino, San Domenico e Vincenzo Ferreri (circa 1773), uno dei migliori lavori di Ubaldo Gandolfi (1728-1781)
- Numerosi intarsi di fra Damiano da Bergamo.

Molto interessante anche l'adiacente convento con chiostri del XIV, XV e XVI secolo e numerose opere d'arte.
La biblioteca rinascimentale, che risale al 1466, strutturata a navate su colonne come una basilica, contiene preziosi manoscritti. Verso ovest è affiancata dal grande salone Bolognini, in cui è conservata la tela L'estasi di San Tommaso di Marcantonio Franceschini (1648-1729).